# 新加坡航空
新加坡航空（英語：Singapore Airlines；SGX：C6L）是新加坡的國家航空公司，故一般簡稱新航。新加坡航空以樟宜机场為樞紐，經營航班往東南亞、東亞、南亞、西亞（中東）、歐洲、北美、大洋洲和南非共32個國家66個目的地，並佔據袋鼠航線的部分市場。新航亦是首間營運空中巴士A380、A350-900ULR和波音787-10，以及亞洲唯一運營過協和式客機的航空公司。
新加坡航空旗下還有一些與航空相關的子公司，包括低成本航空公司酷航，以及經營飛機維修業務的新航工程。若以客運收益公里計算，新航位列全世界首15大航空公司，以國際客運載客量計算，新航則位列全球第十。
新加坡航空曾經於2004、2007、2008、2018、2023年贏得Skytrax的「年度最佳航空公司」大獎，亦被Skytrax評為「五星級航空公司」之一。新加坡航空在《財星》雜誌中在2007年全球最被受欣賞的公司排行第17位，航空公司当中排行第2位，其品牌在航空界中已廣為人知，尤其是在安全、服務質素和革新風格方面，與其收益成比例。新航獲獎無數，對機隊購買頗為樂觀，勇於嘗試不同新機種。新航亦是亞洲首家、全球第三家被通過為IOSA（運行安全審計，IATA Operations Safety Audit）。

## 歷史

### 成立之初

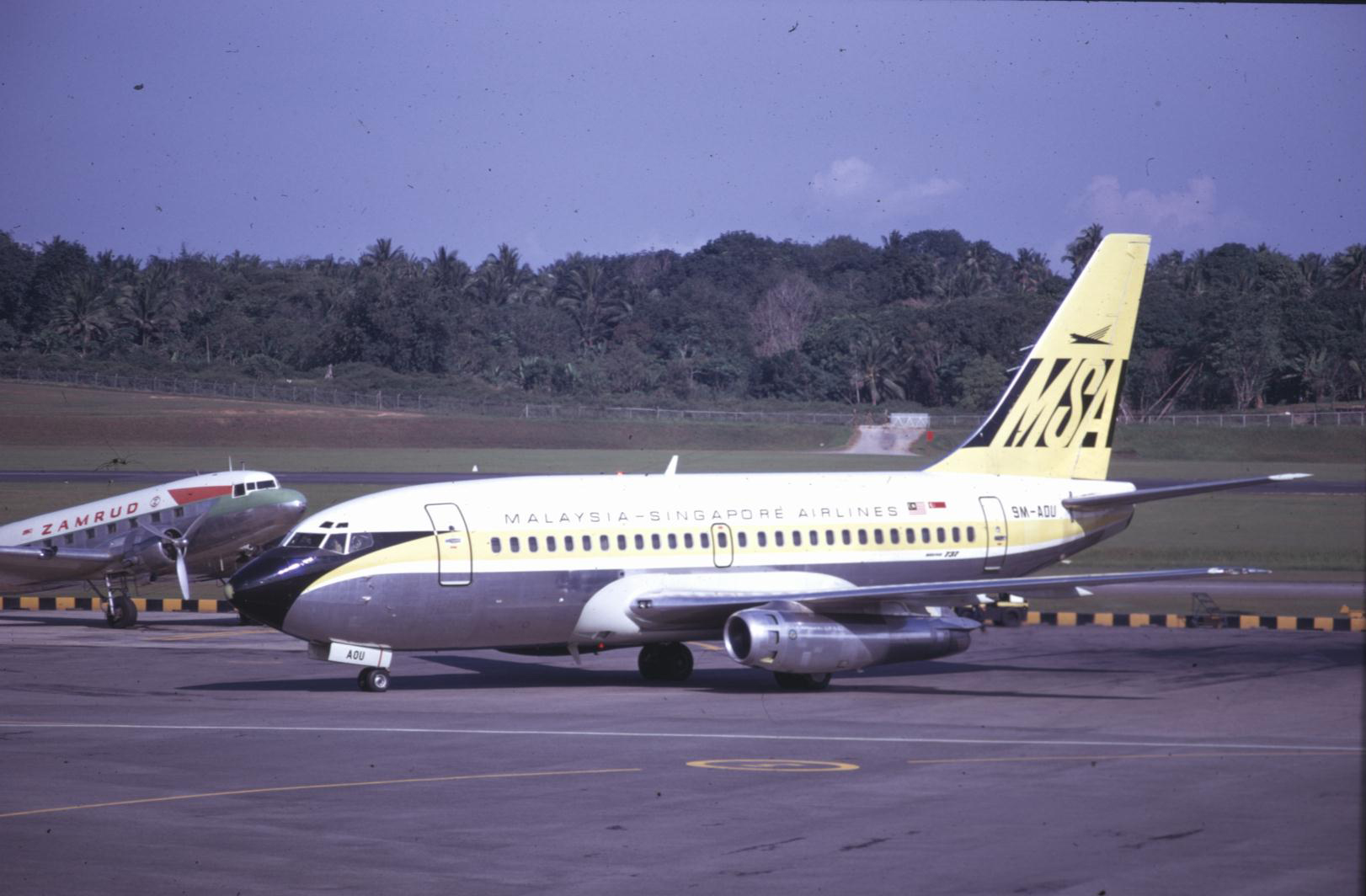
1969年，馬來西亞－新加坡航空（MSA）的波音737-100在舊新加坡國際機場

新加坡航空成立於1947年，原本名為馬來亞航空公司。1947年4月2日執行首個非定期航班，由英国海峡殖民地新加坡出發前往吉隆坡。5月1日開始定期航班服務，由新加坡出發前往吉隆坡、怡保和槟城。在1940和50年代，馬來亞航空繼續擴展其業務，包括引入DC-3、DC-4、維克斯子爵、洛歇L-1049超級星座式、哈維蘭彗星型和福克F27等客機。
1963年馬來亞、新加坡、沙巴和砂拉越組成了马来西亚联邦，這使馬來亞航空更名為「馬來西亞航空」，同時馬來西亞航空亦接管了婆羅洲航空。1965年正式宣佈新加坡獨立，又使馬來西亞航空更名為馬來西亞-新加坡航空。馬來西亞-新加坡航空在接下來的數年急速擴張，並訂購了首架波音客機B707，隨後亦訂購了波音737。在1972年，新加坡與馬來西亞政府間的合作破裂，這使馬來亞航空一分為二，分別為現時的馬來西亞航空和新加坡航空，自此兩家公司各自發展。

### 迅速增長

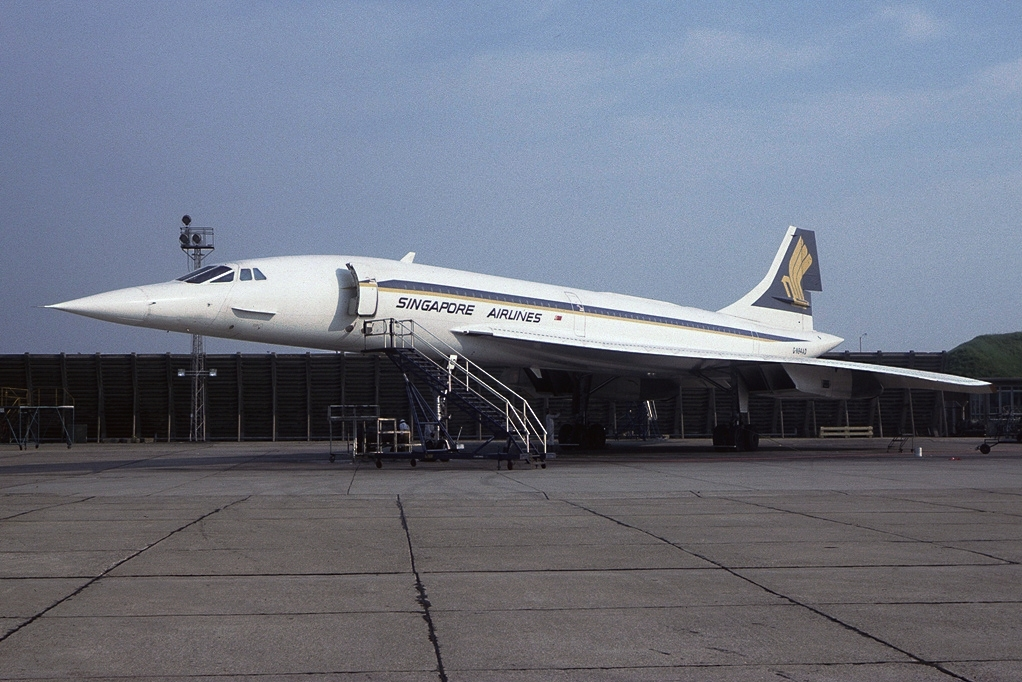
新加坡航空與英國航空於1977年共同使用一架協和式客機營運倫敦至新加坡航線，因此該客機同時披上新航及英航的塗裝

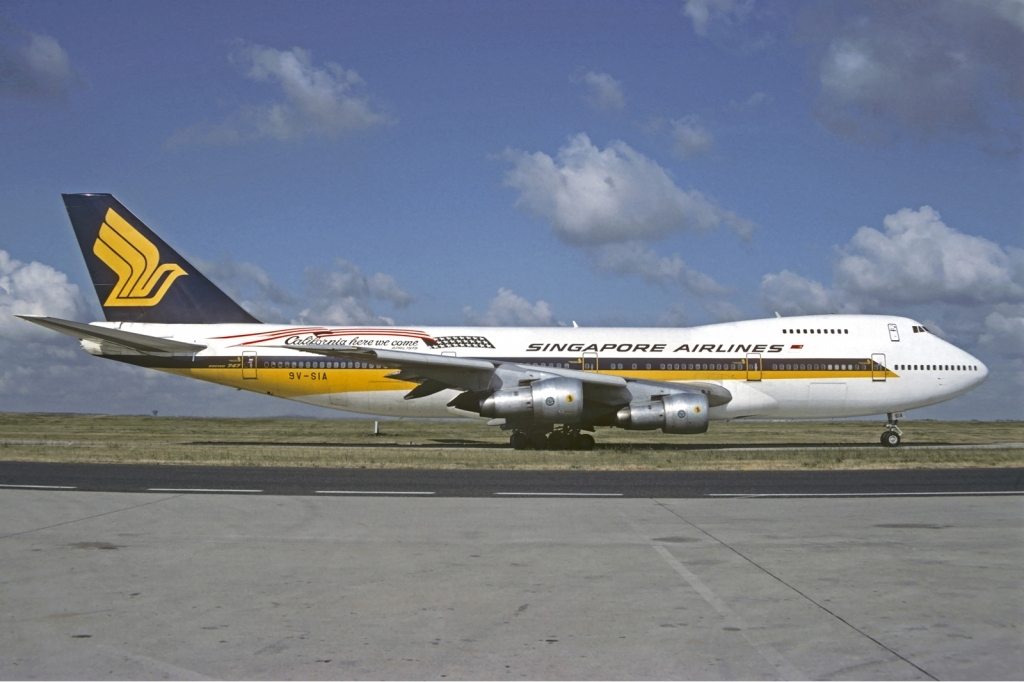
1979年，新加坡航空一架波音747-212B，機身貼有宣傳其經香港、檀香山往三藩市航線的「California here we come」字樣

馬來亞航空分裂之後，新加坡航空保留了10架原馬來西亞－新加坡航空的波音707和737，以及其國際航線，而女性空中服務員的制服亦保留了紗籠和可巴雅設計。在70年代，新航急速擴張其業務，包括在亞洲和印度次大陸開拓更多新航點，並購入波音747壯大其規模。新航在1977年曾與英航合作，使用協和飛機運營新加坡往倫敦的航班，編號為G-BOAD的協和客機也將左側機身改為新航塗裝，右側保留英航塗裝。但由於馬來西亞禁止超音速飛機經過其領空，該航班一度改經印尼；1980年，新航的協和航班因成本高昂而停辦。到了80年代，進一步開拓更多北美洲和歐洲航線。新航一度使用波音757、空中巴士A300和空中巴士A310，亦是首批購入波音747-400的航空公司之一，首架747-400在1989年投入服務，同年5月29日新航用其開通新加坡至倫敦的不停站直飛航線。後來新航更購入波音777和空中巴士A340。到了90年代，新航開拓了南非的約翰內斯堡航線，隨後亦開通了開普敦和德班航線。1995年，新航推出“銀刃世界”（Krisworld）空中娛樂系統，並於1997年率先推出個人音視頻點播服務（AVOD）。1998年，新航更在其波音747-400上推出全平躺頭等艙座椅“SkySuites”。

### 21世紀

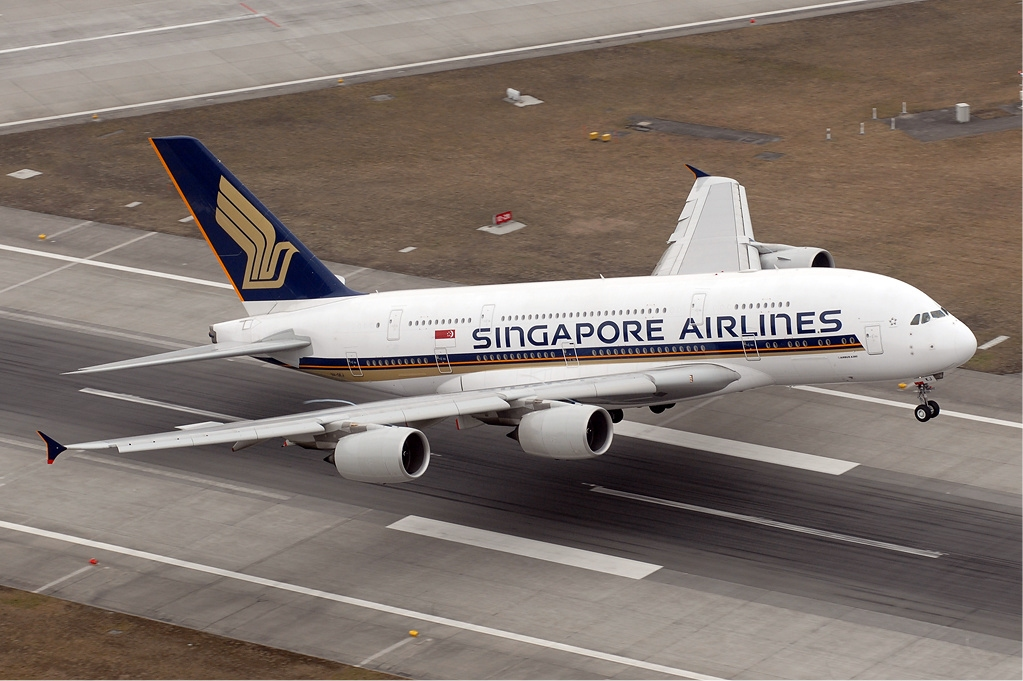
新加坡航空於2007年10月15日接收首架空中巴士A380，並於同月25日投入服務，成為A380的啟始客戶

在2004年，新加坡航空用當時續航力最遠的空中巴士A340-500客機開通了全球最長的不停站航線，由新加坡出發前往洛杉磯和紐約，這也是新航首個前往美國的不停站航班，而前往紐約的航班更需要18小時才到達，因此成為了全球最長的不停站航班。在2008年5月開始，新航把旗下5架A340-500改裝為全商務艙，主要執飛該兩條航線。
2006年2月22日，澳洲政府決定取消新航在澳洲往美國的第五航權，新航反駁指澳洲的跨太平洋航班供應不足，導致競爭少及高票價。澳洲政府此舉被認為是保護澳洲航空的手段，以應付日漸增加的競爭對手。新航在以前亦遭同樣待遇，例如加拿大航空的投訴使其停止多伦多航線，及嘉魯達印尼航空迫使新航停止使用波音747飛往雅加达。
2000年9月末，新航宣佈訂購25架A380，總值86億美元，當中10架為確認訂單，15架為意向訂單，並於2001年7月12日證實了該訂購。2005年1月，新航公佈了新的宣傳口號為「A380首航－與別不同的體驗盡在2006」（First to Fly the A380 - Experience the Difference in 2006），預計在2006年第二季接收飛機。同年6月，空中巴士證實因技術問題而使A380需延遲最多6個月才交付。
2006年2月，披上新加坡航空塗裝的A380在時年第13屆亞洲航空展中亮相，6月14日新航訂購波音787用作擴充其機隊，當中20架是787-9，另有20架意向訂單。同年10月3日，空中巴士宣佈首架A380將會在2007年10月交付。2007年10月25日，新航首架A380正式投入服務，載著455名乘客的SQ380航班由新加坡出發前往悉尼，在當地時間17:24降落悉尼，而該航班的收益全部捐給三家慈善機構。及後新加坡航空擴展其A380服務至倫敦、巴黎、東京、上海、北京、香港及墨爾本等城市。
2003年，新航曾擁有51架波音747，包括39架747-400客機和12架747-400F貨機。隨著A380的引進，新航開始逐步將其波音747客機退役，至2012年初僅餘3架747-400客機。同年4月6日，新加坡航空用其最後一架747-400（9V-SPQ）運營新加坡往返香港的紀念航班SQ747/SQ748，且由香港返回新加坡的SQ748為新航用波音747執行的最後一個客運航班。此後，新航的波音747客機正式退役，成為繼日本航空後第二家全數淘汰747客機的航空公司，執行告別航班的9V-SPQ也已轉售俄羅斯全祿航空。
新航於2013年10月和11月分別停飛前往洛杉磯和紐華克的不停站航線，五架A340-500亦全數退役，但新航仍保留經東京成田前往洛杉磯的航線。2015年末，新加坡航空向空中巴士訂購7架A350-900ULR客機，並於2016年10月23日開辦新加坡來往舊金山的不停站航線，以及於2018年10月和11月復辦新加坡來往紐華克和洛杉磯站航線。

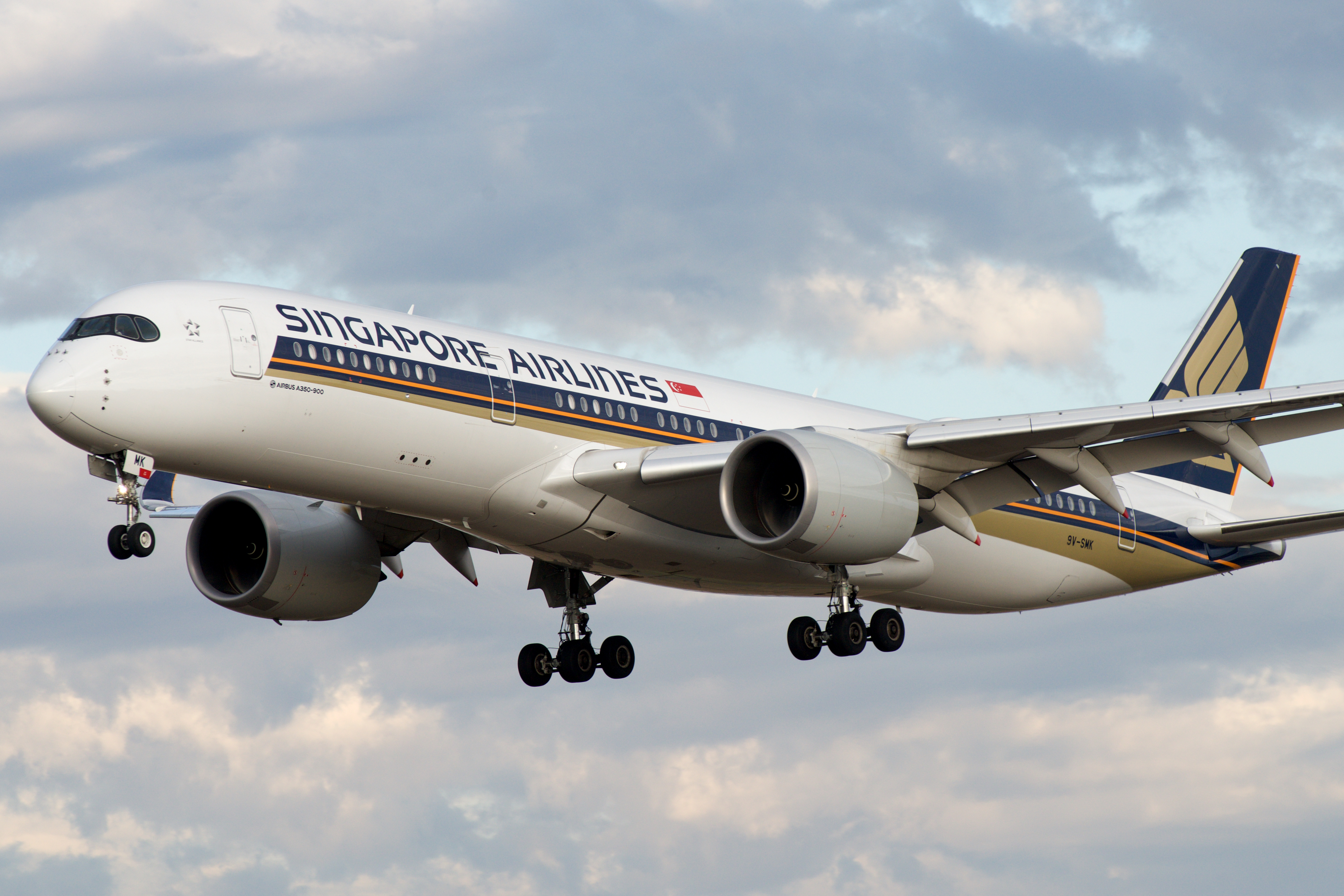
新航於2016年接收首架空中巴士A350客機

2016年1月，新加坡航空宣布自9月20日起開辦「新加坡－坎培拉－威靈頓」航線，由波音777-200客機飛行每週4班。此航線將成為坎培拉國際機場於改建後首條國際航線，同時亦是唯一來往澳紐兩國首都機場之間的航班。直到2018年5月，堪培拉航線改為「新加坡 - 悉尼 - 堪培拉 - 新加坡」，由波音777-300客機飛行每日1班。惠靈頓航線改為「新加坡 - 墨爾本 - 惠靈頓」，由波音777-200客機飛行每週3班。
2020年受到2019冠状病毒病疫情影響，新加坡航空把運力大減。在客運和國際旅遊需求持續低迷下，新加坡航空集團裁員4,300人，並推行無薪假以減省成本；並在政府支持下獲得最多150億新元集資以度過危機。同年10月9日，新航宣佈將於11月9日重啟新加坡—紐約航線，成為世界上最長的不經停航班。自2008年停飛近13年，新航於2021年8月25日起復辦每週三班往返台北與洛杉磯直飛航班，並以空中巴士A350-900型客機執飛。並自8月份起新航不再削減因受新冠肺炎影響之員工的每月可變動薪資。

## 服務

### 客艙
新加坡航空於不同機種分別提供豪華套房、頭等艙、商務艙、優選經濟艙、經濟艙。新加坡航空所有客機的經濟艙都設有個人電視(除了737-800NG)、腳踏及可調整的頭靠，以及掛壁嬰兒籃。

#### 豪華套房
新加坡航空共配置两种不同的头等舱，A380使用豪华套房（Suite），而777-300ER则使用普通头等舱（First）。新航豪華套房擁有獨立私人空間，寬35寸的座椅是由意大利工藝大師波爾托納‧弗勞（Poltrona Frau）設計，另有一個長78寸的睡床，每間套房都配有活動拉門和窗簾，配有23寸液晶電視。
2017年11月2日，新加坡航空正式公布新一代A380的舱等配置，豪华套房再次得到升级，由原先的1-2-1排列变为1-1排列，由原先12個座位改為6個，並且由客機下層放置在上層前排3個座位，每个套房内拥有一张平躺睡床以及一张独立的旋转座椅。其中有2组4个套房中的间隔可除下，组合后便成一张平躺双人床。套房内配有2个娱乐系统屏幕，主屏幕32寸，次屏幕23寸，在2017年12月18日SQ221航班，首航新加坡-雪梨。
此外，豪華套房可享用由世界名廚所組成的新航國際烹飪顧問團所設計的菜單或自行透過「名廚有約」（Book The Cook）服務揀選心儀主菜，盡情享受珍饈美味。

#### 頭等艙

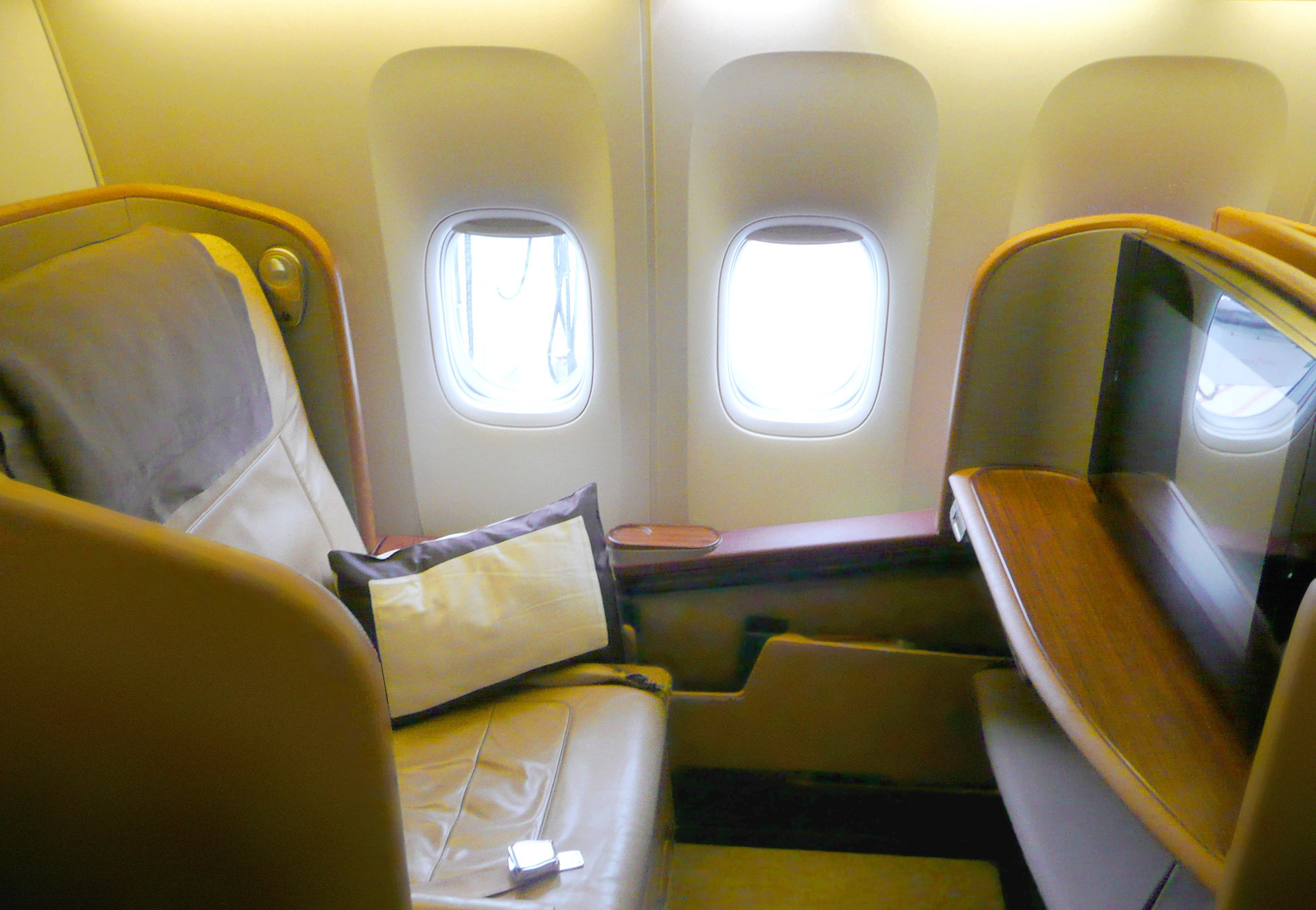
波音777-300ER的頭等艙

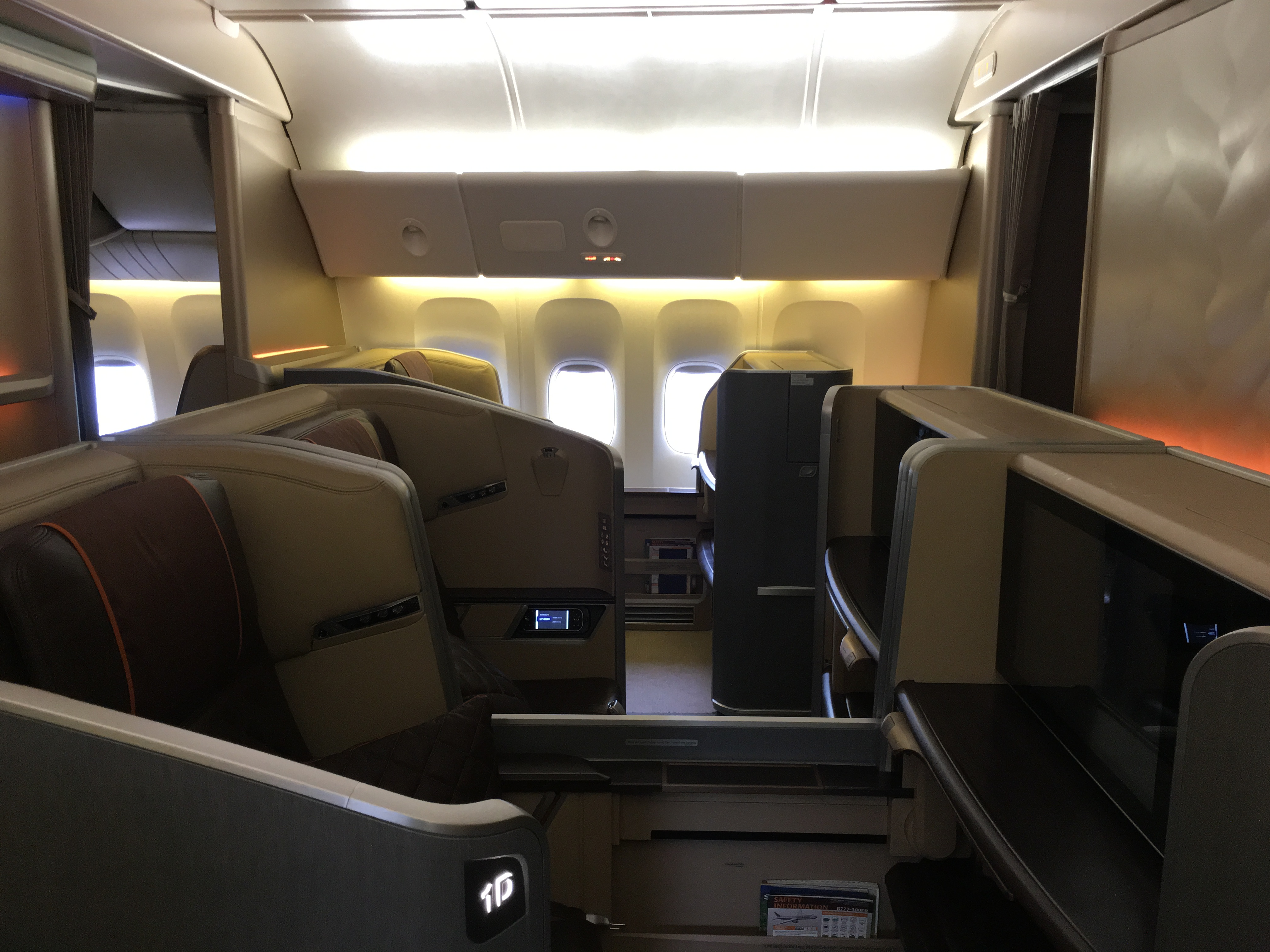
波音777–300ER的新一代頭等艙

在2006年10月開始，新的波音777-300ER設有新的頭等艙，採用1-2-1排列，採用皮革面料和桃花心木造的座椅寬35寸，配有23寸個人電視，座椅可調整為全平躺睡床。新頭等艙將會逐漸在波音777-300上投入服務。
在2013年7月開始，新的波音777-300ER設有全新的頭等艙，由BMW集團旗下的DesignworksUSA協助開發。座椅設計加入了以人體工學塑形的椅墊和可調整式的頭靠，進一步提升乘坐時的舒適性。座椅採用1-2-1排列，採用皮革面料和桃花心木造的座椅寬35寸，配有24寸個人電視，座椅可調整為全平躺睡床。
波音747的頭等艙是空中套艙，座椅寬22寸，可調整為長6.6尺的床，配有17寸個人電視。部份波音777-200和777-300的頭等艙是臥鋪式座椅，採用2-2-2設計，座椅寬21寸。
此外，頭等艙可享用由世界名廚所組成的新航國際烹飪顧問團所設計的菜單或自行透過Book The Cook服務揀選心儀主菜，盡情享受珍饈美味。

#### 商務艙

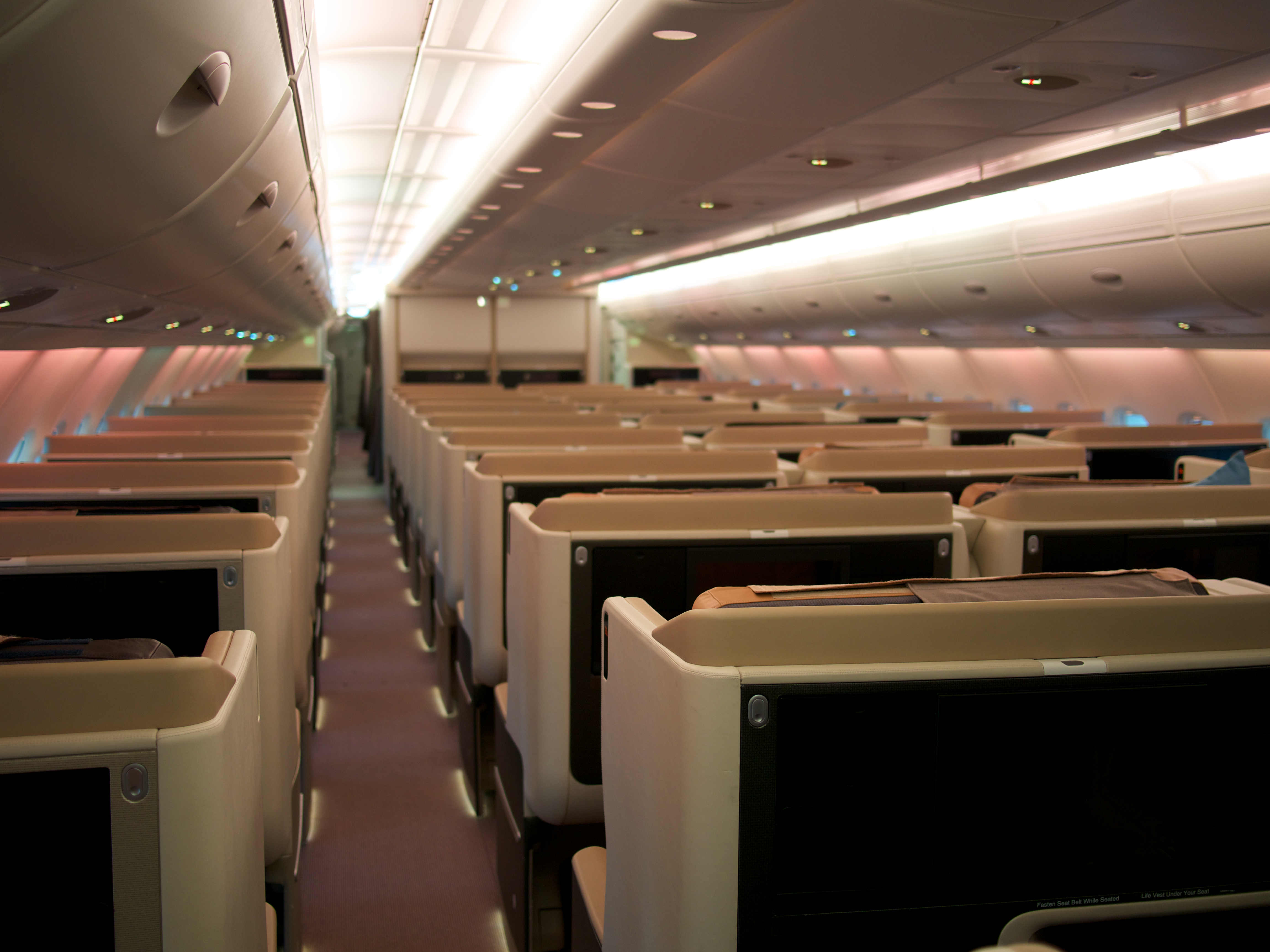
空中巴士A380的商务舱

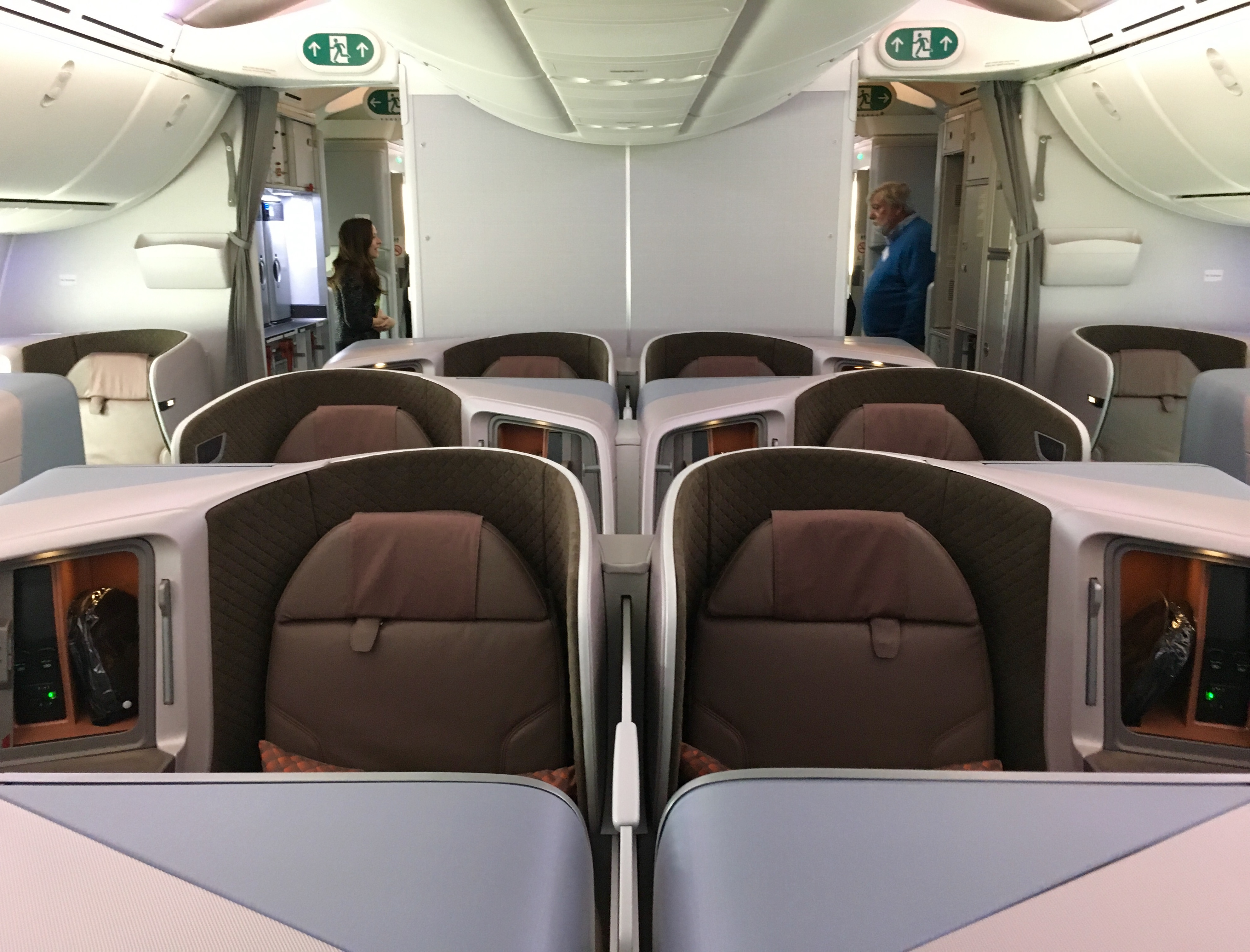
波音787的區域航班商務艙

在2013年7月開始，新的波音777-300ER設有全新的商務艙，是由新航和James Park Associates合作設計，座椅設計加入了充裕的儲物空間，提升乘客活動空間。座椅採用1-2-1排列，寬28吋的座椅鋪成全平躺睡床後，長度達78吋，並配有18寸個人電視。
2006年前新航的商務艙都稱為萊佛士艙。在波音777-300、A380和A340-500的商務艙中，客艙座椅採用1-2-1排列，座位面向機首，床椅可以完全平躺，與其它航空公司採用魚骨型設計有所不同。在1-2-1設計中，新商務艙寬達34寸，設有15.4寸個人電視及2個USB插口。
區域商務艙配置在19架A330-300中，營運中程航線如珀斯、布里斯本、阿德萊德、名古屋、福岡、香港和台北。區域商務艙採用2-2-2排列，可連接iPod，設有15.4寸個人電視。新加坡航空亦開始替其波音777改用這種商務艙設計，首架已於2009年7月22日飛往悉尼。

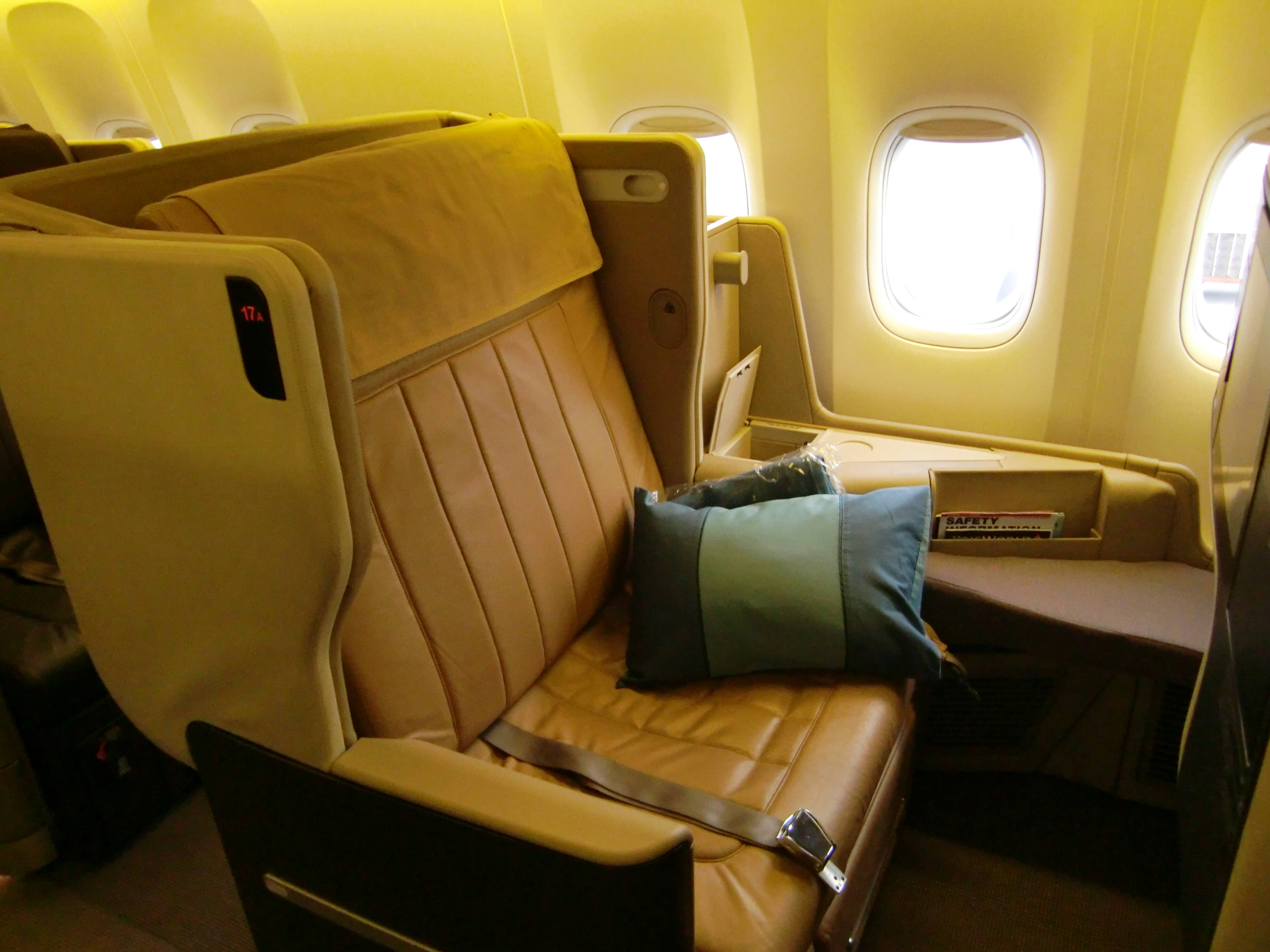
波音777-300ER的商務艙

太空床座位配置在波音777-200ER和波音747-400上，採用2-2-2和2-3-2排列。太空床寬27寸長72寸，可转换为有角度的平床，設有10.4寸個人電視。傳統的Ultimo商務座位，採用2-3-2排列，供應在部分波音777客機上。
在2017年11月2日，新的空中巴士A380-800設有全新的商務艙，設於客機上層，在2017年12月下旬，首航悉尼-新加坡。
此外，商務艙可享用由世界名廚所組成的新航國際烹飪顧問團所設計的菜單，盡情享受國際美食。

#### 優選經濟艙

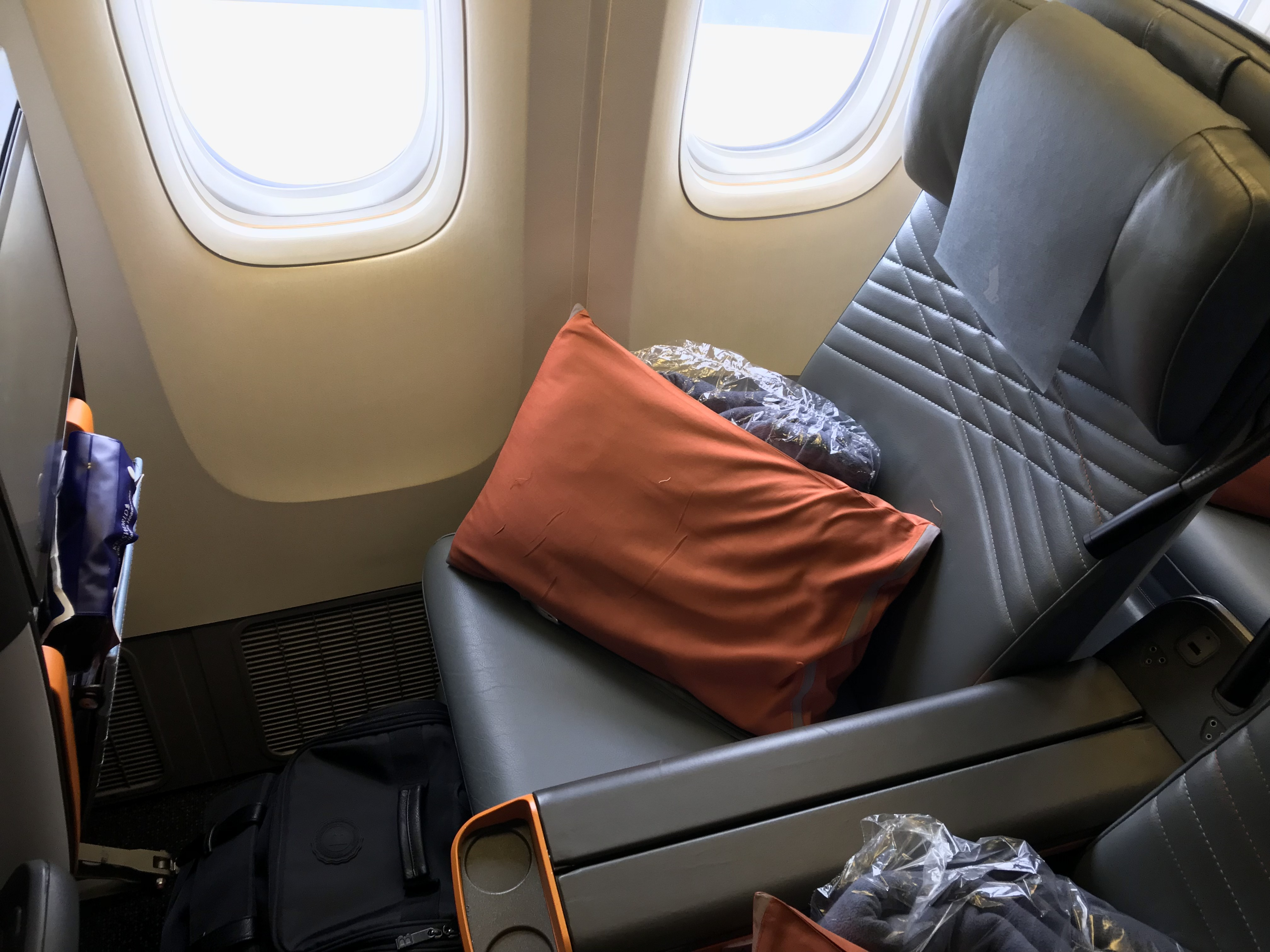
波音777-300ER上的优选经济舱座椅

新加坡航空於2015年8月9日起在A380、A350-900、A350-900ULR及波音777-300ER機隊加入優選經濟艙。首航目的地包括澳州悉尼、紐西蘭奧克蘭以及香港。
優選經濟艙結合現代化且饒富設計感的客艙環境歡迎著旅客，全面提升搭機時的舒適度與便利性。座椅採用2-4-2排列，A350-900ULR最後三排為1-4-1排列，座距達38寸，提供18.5-19.5寸闊座位以及最多8寸斜倚。
此外，優選經濟艙旅客可使用Book The Cook服務預先揀選航班餐點，提供一趟犒賞味蕾之旅予乘客。

#### 經濟艙

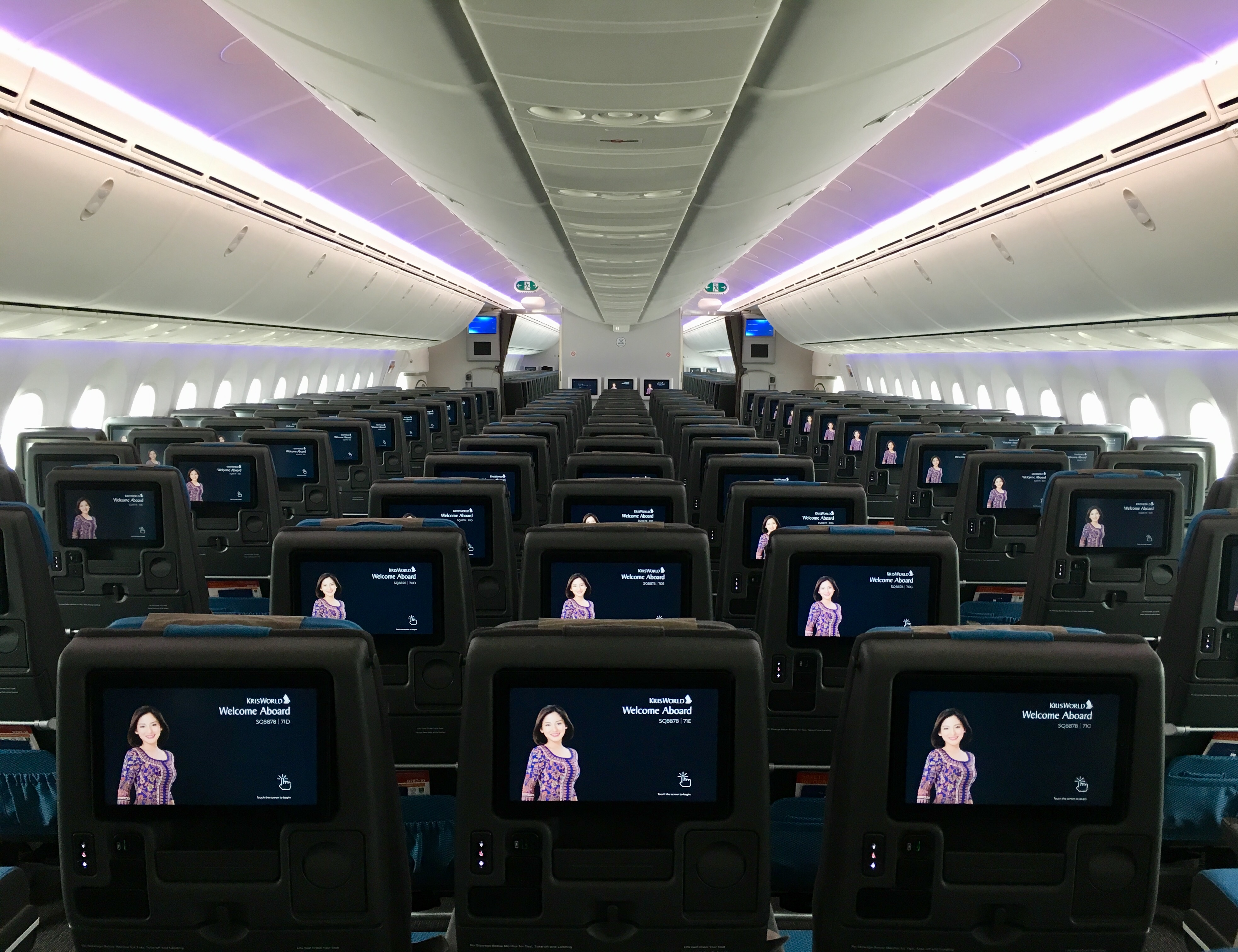
波音787的經濟艙機上娛樂系統

新航客機都設有經濟艙（A350-900ULR)除外。新航的波音777-300ER、A380和A330-300採用新經濟艙座位，座位闊19英寸，座距32英寸，有10.6寸個人電視，新的A330-300座位能夠連接iPod。所有經濟艙座位都設有新航獨有的座椅閱讀燈，這座椅閱讀燈置於個人電視屏幕之下，方便有需要乘客在客艙昏暗時開啟，減低過往置於客艙頂部的傳統閱讀燈對其他乘客造成的滋擾。
於2014~2017年間引進的777-300ER、A350-941（9V-SM_初期批次）採用全新型的經濟艙座椅，採用薄型人體工學設計，椅背配備個人影視系統的遙控器及11.5吋觸控LCD螢幕。
另外，於2018年引進的5架A380-841、A350-941（9V-SM_後期批次、9V-SH_、9V-SJ_）以及全部的787-10採用德國RECARO製造的經濟艙座椅，同樣採用薄型人體工學設計，並取消椅背個人影視系統的遙控器配備，改為11.5吋觸控LCD螢幕。

### 飛行常客獎勵計劃
新加坡航空共有兩種飛行常客計劃：

#### KrisFlyer
透過乘搭新加坡航空及KrisFlyer夥伴累積飛行里數，夥伴包括星空聯盟成員、阿拉斯加航空、捷藍航空、奧林匹克航空、維珍航空、維珍澳洲航空、維斯塔拉航空及酒店、汽車服務等。KrisFlyer會藉分為普通、銀精英、金精英三種會藉。獲得銀精英或金精英會藉，需要在過去12個月內累積25,000至50,000飛行里數。而新加坡航空中V、Q、G、N和T級客艙，勝安航空的W和L級客艙則不會獲得里數。
2015年2月，新加坡航空宣佈與兩大廉航酷航及虎航達成協議，兩大廉航將加入KrisFlyer里數計劃。

#### PPS Club
「乘客優先服務」（Priority Passenger Service）是提供給在一年內累積PPS總值S$25,000的乘客。PPS價值是透過乘坐新航豪華套房、頭等或商務艙，以及勝安航空的商務艙獲得。會員享有優先行李及驗票等各種服務。

## 品牌

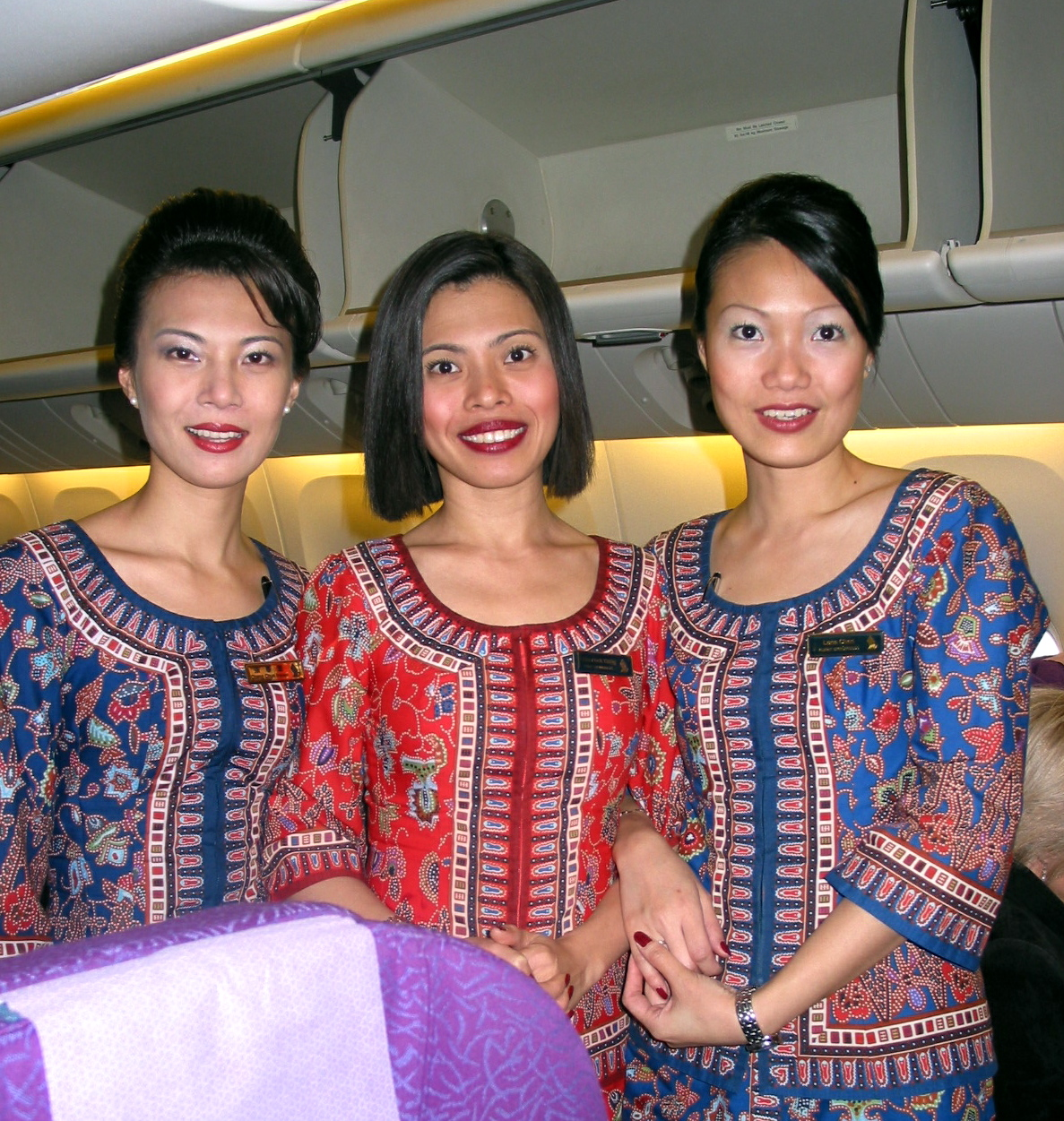
新航空姐已成為新加坡航空的象徵

新航品牌和宣傳主要是圍繞在空中服務員上，相對於其他著重於宣傳機隊及服務質素的航空公司，新航在空中服務員（新航空姐）上的宣傳策略是十分成功，新航空姐常出現在新航的廣告及刊物上。此品牌策略目標是圍繞新航空姐建立神話氣氛，並帶出代表亞洲的好客和優雅之道。而在航空公司的技術和客艙培訓中亦完成這兩項目標。
在1968年空姐制服最初是穿著馬來的紗籠設計，時至今日，服飾上基本沒有大變動。男性空乘以往是穿著淡蓝色夹克和灰色长裤，在2008年由巴尔曼時尚的首席美術師Christophe Galibert重新設計了服飾，採用单排钮深蓝色衣服、淺藍色襯衫和不同顏色的領帶，領帶顏色代表職位的高低。
雖然新航在宣傳策略上十分成功，但新航空姐的強調卻收到不少批評，被指女性卑屈於男性。女權組織指出，舊的文化觀念已經過時，現今大部份新加坡女性都是現代和獨立。
在2007年1月9月，公司宣佈會把現有的宣傳合約交給投標成功的Batey公司，該公司創辦人Ian Batey曾在1972年參與建立新航空姐及其合作夥伴品牌。新航空姐形象會繼續保留，但新航會注重在宣傳其現代化機隊及技術上。2007年4月16日，新派委派紐約的TBWA負責創意宣傳工作，此合約持續五年，每年價值約5億新元。新航副總裁指出公司會展開新的宣傳戰役，「越早越有可行機會」。此次轉換媒體機構不會使新航購買媒體機構。

### 標誌

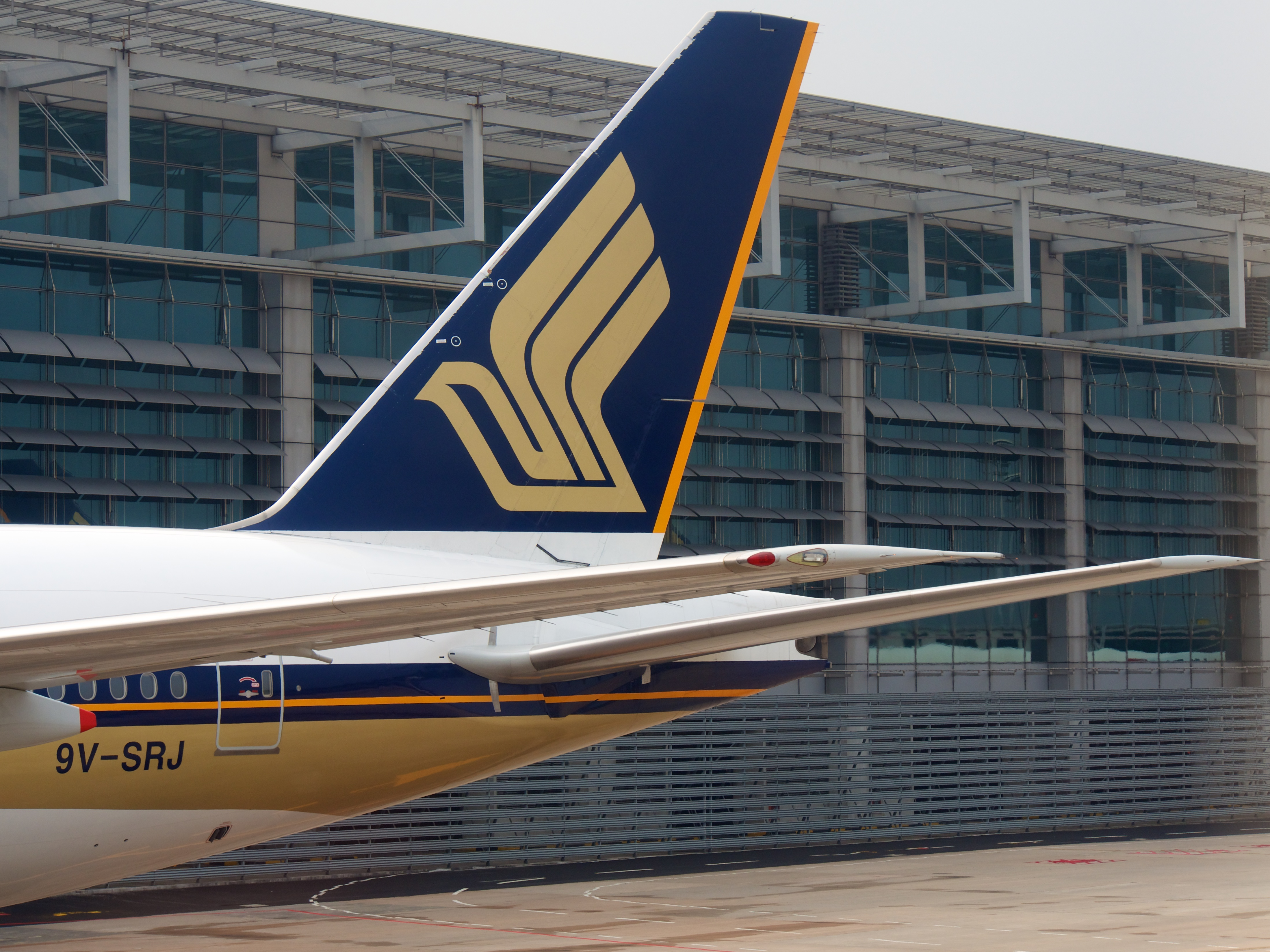
新航標誌為鷹類或鳥類形象化

新加坡航空的標誌是一隻老鷹或鳥類，此象徵自成立至今從未改變，但標誌及條紋自1972年使用，在1988年作出變更後一直沿用至今。新加坡航空的標誌近幾次變更，是把飛機上「新加坡航空」稍向前移，及把標誌放大。

## 航点及代碼共享

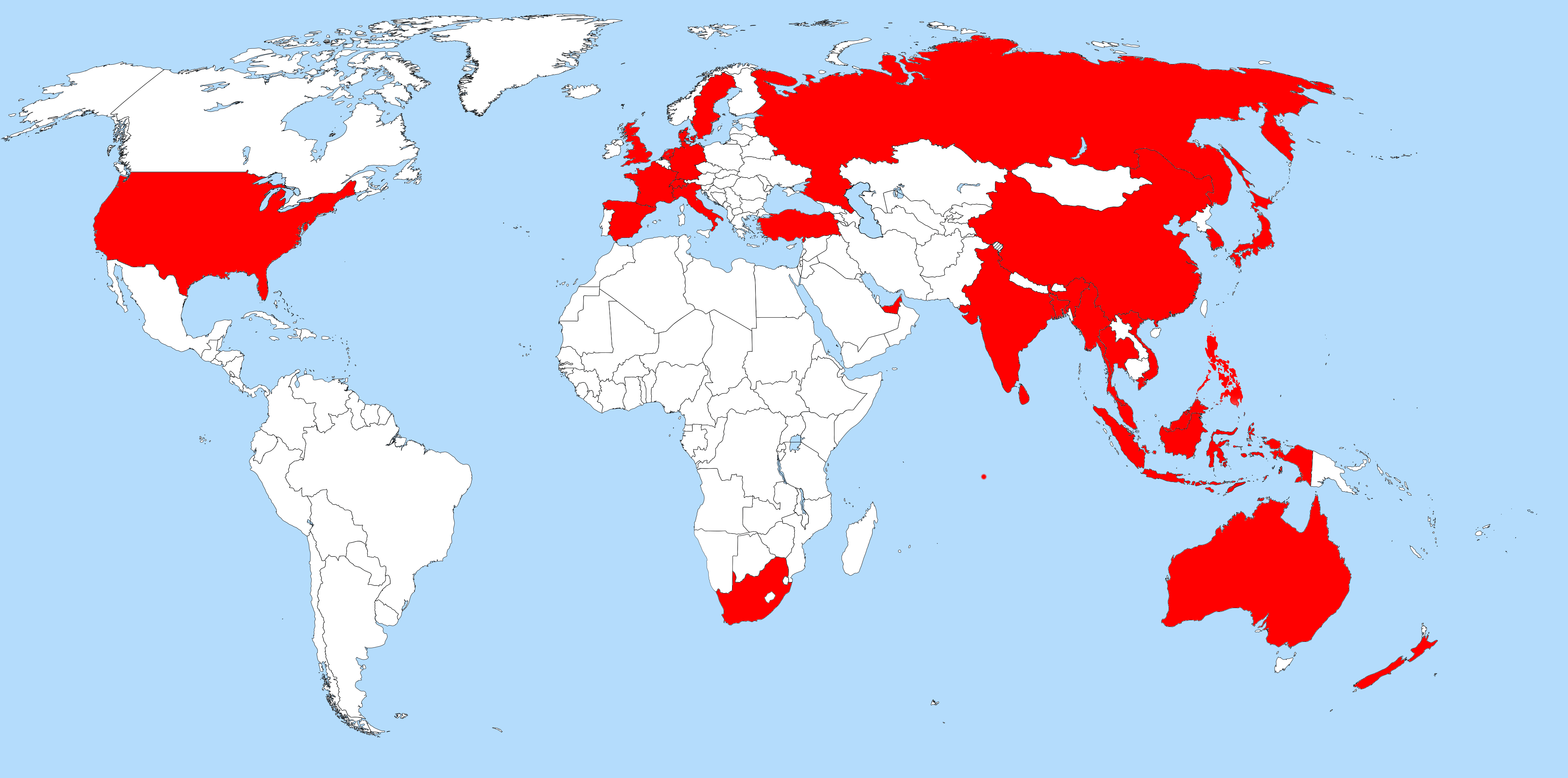
新加坡航空航點

新加坡航空航點遍佈全球32個國家66個城市，在東南亞地區有强劲的表现。除此之外，新加坡航空的業務還有跨太平洋航班，包括以空中巴士A350-900ULR營運的新加坡－三藩市、新加坡－纽瓦克和新加坡－洛杉磯的直航航班。

### 代碼共享
新加坡航空是星空聯盟的成員，並與以下航空公司實行代碼共享：
星空聯盟成員
- 愛琴海航空
- 加拿大航空
- 中國國際航空
- 新西蘭航空
- 全日空
- 韓亞航空
- 哥倫比亞航空
- 布魯塞爾航空
- 克羅地亞航空
- 埃及航空
- 埃塞俄比亞航空
- 長榮航空
- LOT波蘭航空
- 漢莎航空
- 北歐航空
- 深圳航空
- 南非航空
- 瑞士國際航空
- TAP葡萄牙航空
- 土耳其航空
- 聯合航空

其他航空公司
- 法國航空（天合聯盟）
- 毛里裘斯航空
- 阿拉斯加航空（寰宇一家）
- 歐洲之翼航空
- 斐濟航空（寰宇一家 connect成員）
- 嘉魯達印尼航空（天合聯盟）
- 捷藍航空
- 馬來西亞航空（寰宇一家）
- 西伯利亞航空（寰宇一家）
- 酷航（子公司）
- 維珍航空（天合聯盟）
- 維珍澳洲航空
- 維斯塔拉航空

## 機隊

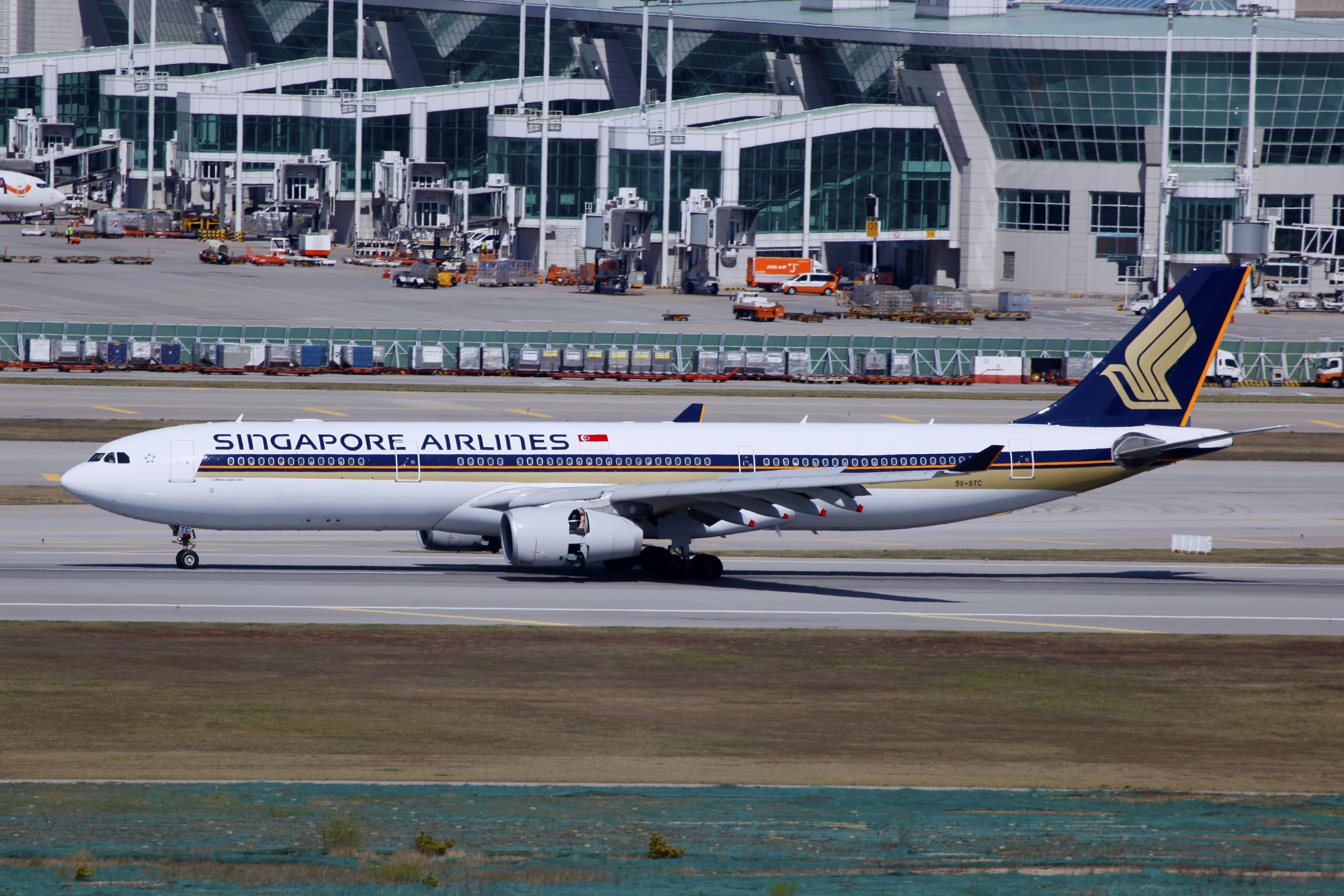
空中巴士A330-300 (此機型已退役)

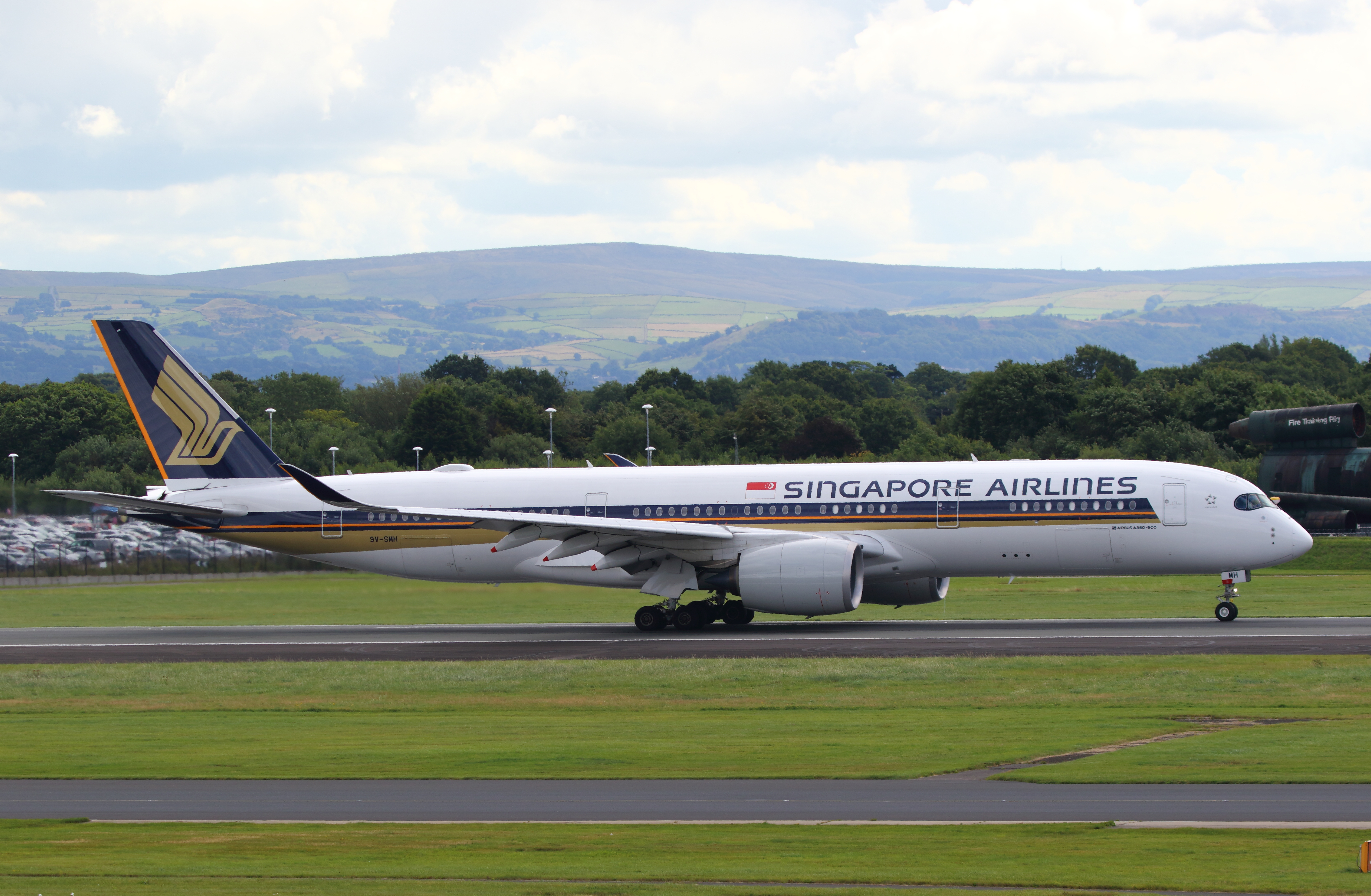
空中巴士A350-900

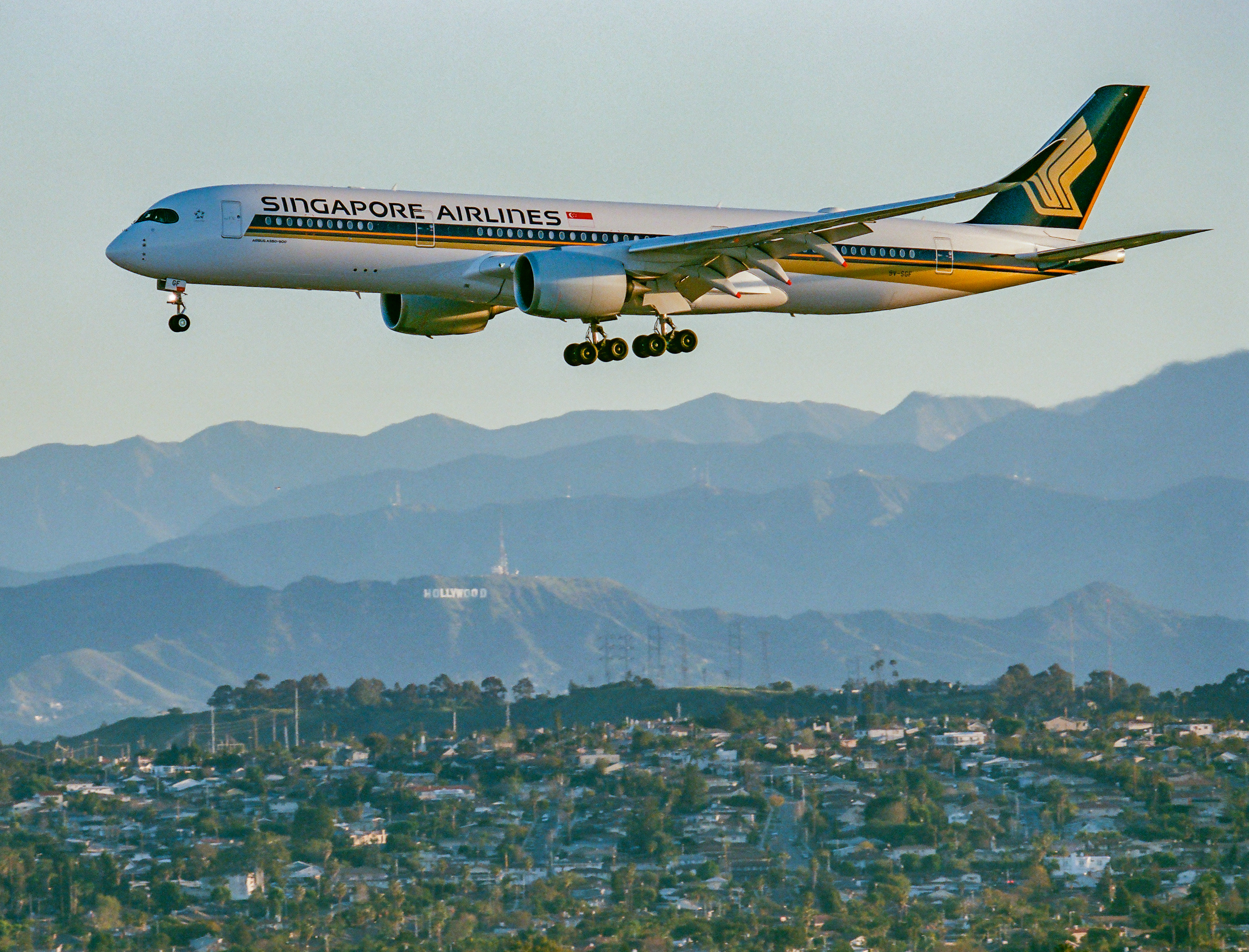
空中巴士A350-900ULR

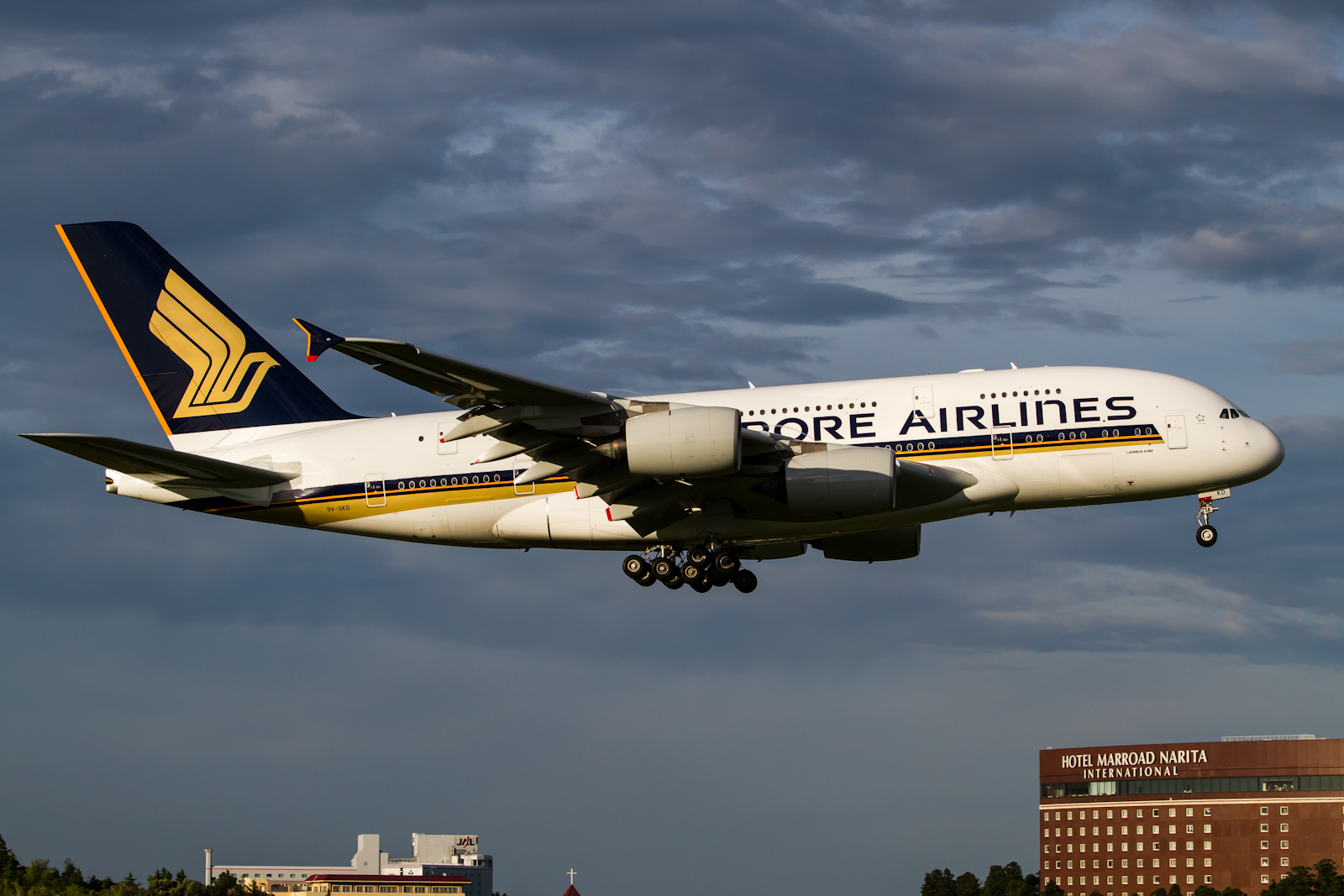
空中巴士A380（初期型）

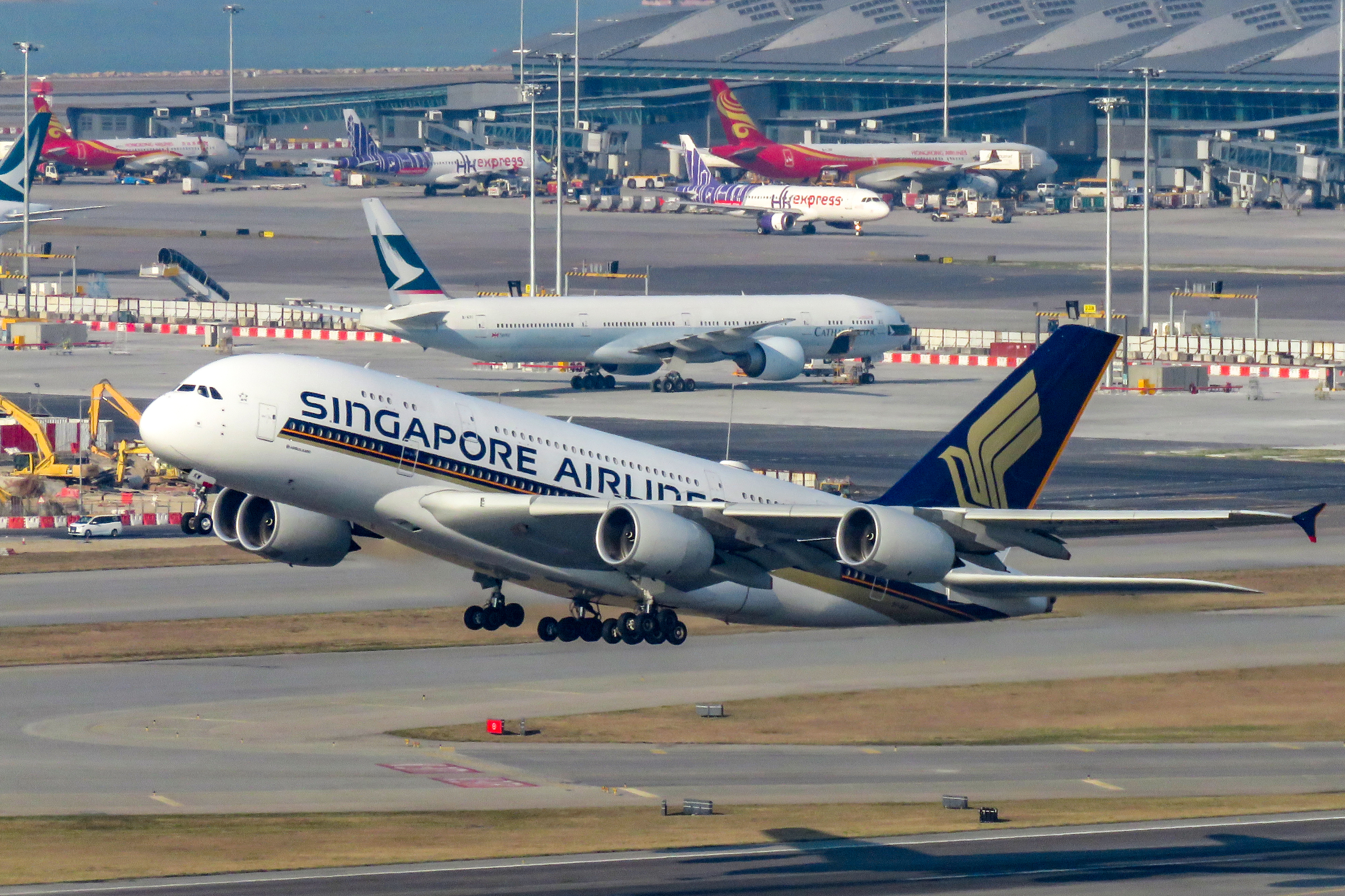
空中巴士A380（全新配置）

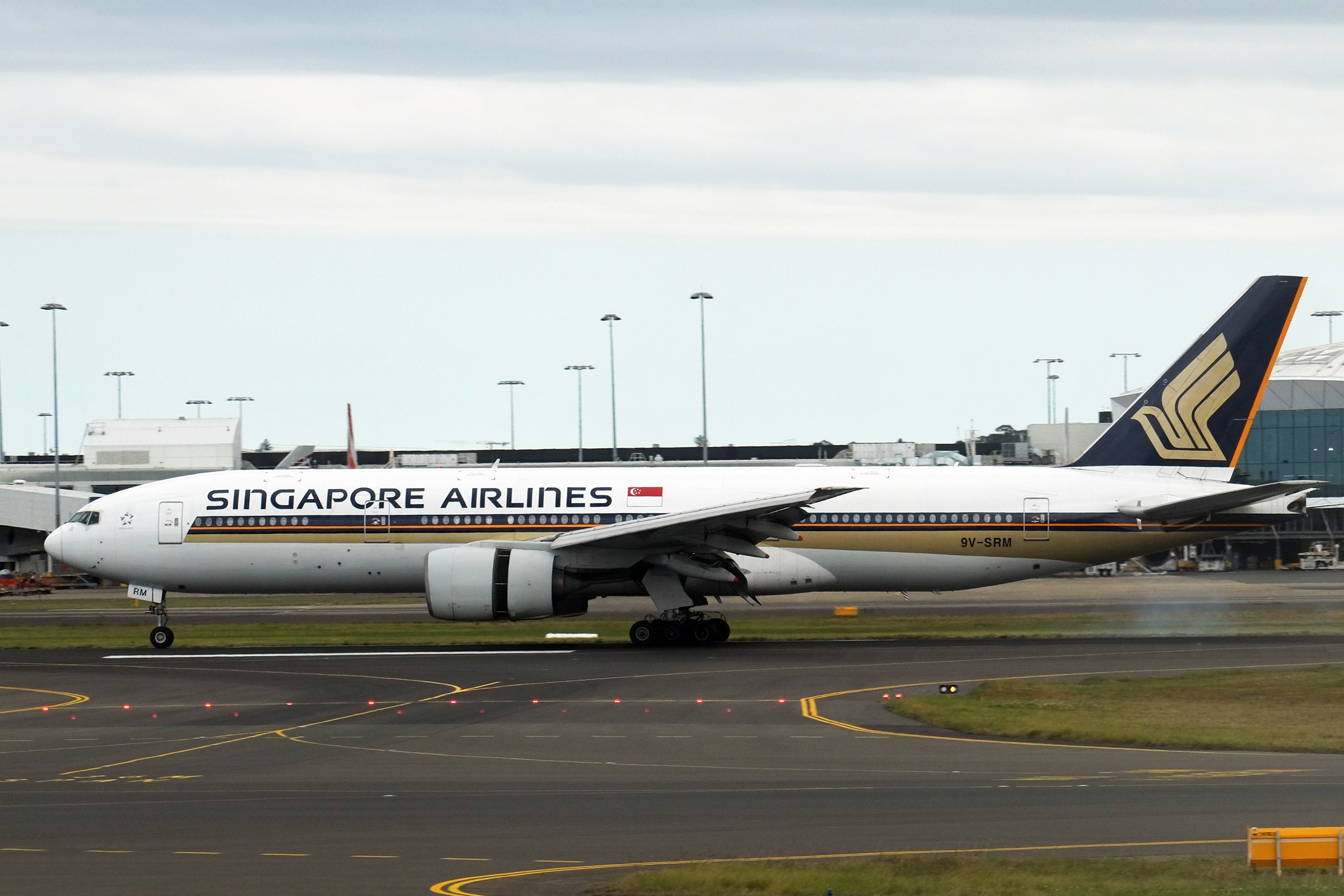
波音777-200ER (已退役)

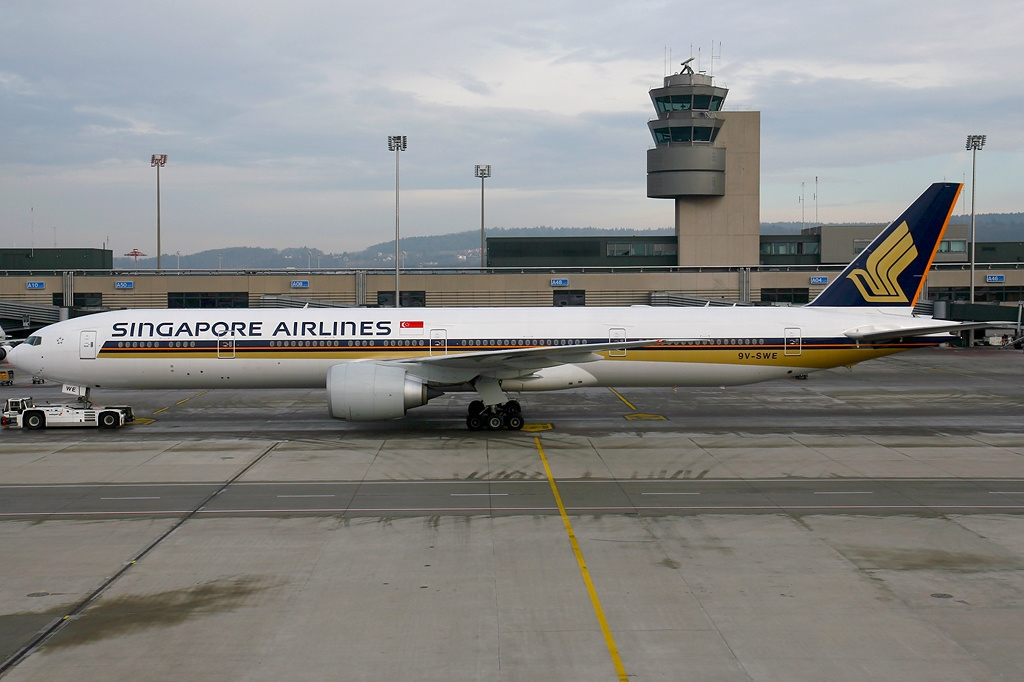
波音777-300ER

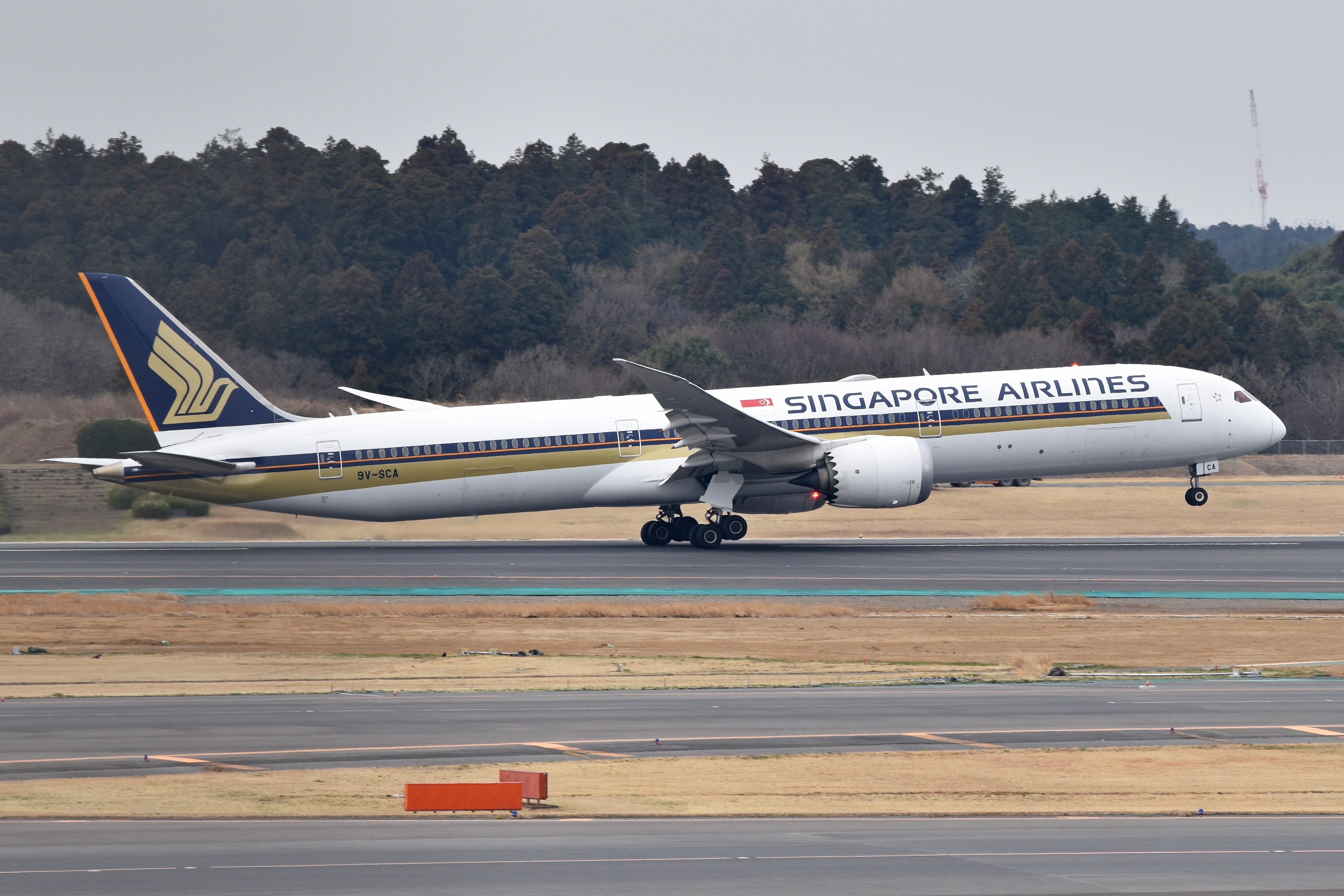
波音787-10

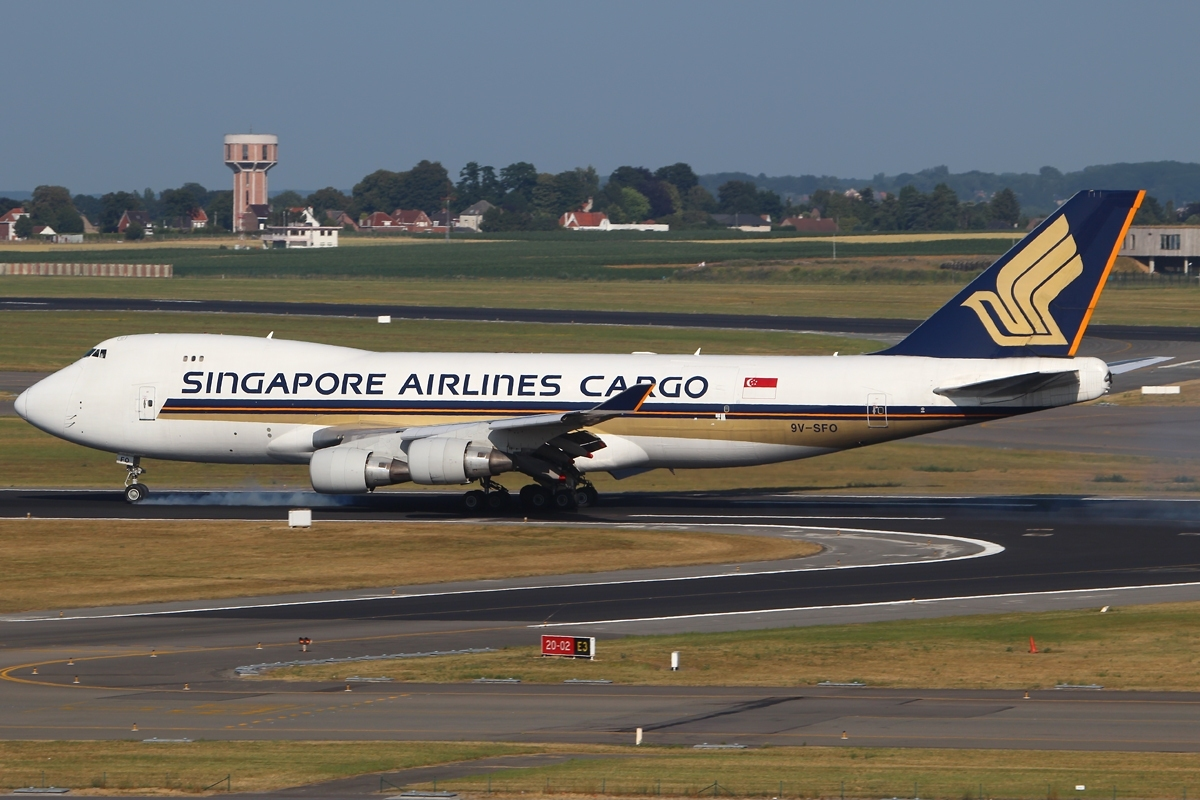
波音747-400F貨機

新加坡航空的機隊由4款廣體客機組成，包括空中巴士A350、A380、波音777和波音787。新航保持年輕機隊的政策，平均機齡約7年，機隊更新迅速。2020年，胜安航空将并入新加坡航空，机队旗下的17架波音737-800和37架波音737 MAX 8将由新航营运。
新航機隊使用的發動機，除了波音777-300ER、波音777-9X、波音737-800以及波音737 MAX 8因原廠限制而分別使用通用电气以及CFM國際製造的GE90、GE9X、CFM56-7B以及LEAP-1B發動機，其他均使用罗尔斯·罗伊斯製造的遄达（Trent）發動機。

### 現役機隊
截至2025年6月，新加坡航空機隊的平均機齡為7.8年，擁有以下飛機：
| 機型                | 數量 | 已訂購 | 載客量 | 載客量 | 載客量 | 載客量 | 載客量 | 載客量 | 備註 | 引擎                                                                      |
| 機型                | 數量 | 已訂購 | R      | F      | J      | S      | Y      | 總數   | 備註 | 引擎                                                                      |
| ------------------- | ---- | ------ | ------ | ------ | ------ | ------ | ------ | ------ | --- | ------------------------------------------------------------------------- |
| 空中巴士A350-900XWB | 34   | —      | —      | —      | 42     | 24     | 187    | 253    | 空中客车A350系列以及A350-900的最大用戶。9V-SMF為空中巴士制造的第10000架飛機。 此布局為長程航線版本                                               | 勞斯萊斯 Trent XWB-84                                                     |
| 空中巴士A350-900XWB | 24   | —      | —      | —      | 40     | —      | 263    | 303    | 此布局為中短程航線配置 | 勞斯萊斯 Trent XWB-84（9V-SHA～9V-SHJ） 勞斯萊斯 Trent XWB-75（9V-SHK～） |
| 空中巴士A350-900ULR | 7    | —      | —      | —      | 67     | 94     | —      | 161    | 啟动客戶，同时也是唯一客户。 | 勞斯萊斯 Trent XWB-84                                                     |
| 空中巴士A380-800    | 12   | —      | 6      | —      | 78     | 44     | 343    | 471    | 啟动客戶。该机型的第二大用户，仅次于阿联酋航空。                                                                                                 | 勞斯萊斯 Trent 970-84                                                     |
| 波音737-8SA(WL)     | 3    | —      | —      | —      | 12     | —      | 150    | 162    | 将陆续退役，由波音737 MAX 8取代 | CFM56-7B27E                                                               |
| 波音737-8 MAX       | 18   | 11     | —      | —      | 10     | —      | 144    | 156    | | CFM LEAP-1B27                                                             |
| 波音777-300ER       | 22   | —      | —      | 4      | 48     | 28     | 184    | 264    | 9V-SWI、9V-SWJ及9V-SWM披上星空聯盟塗裝，當中9V-SWM曾涉及2024年新加坡航空321號班機事故                                                            | GE90-115B                                                                 |
| 波音777-9X          | —    | 31     | TBA    | TBA    | TBA    | TBA    | TBA    | TBA    | 預計2026年起交付 | GE9X-105B1A                                                               |
| 波音787-10          | 26   | 5      | —      | —      | 36     | —      | 301    | 337    | 全球首間營運波音787-10的航空公司，2018年起交付。取代波音777-200、波音777-200ER、波音777-300和空中巴士A330-300，當中9V-SCP為波音制造的第1000架787 | 勞斯萊斯 Trent 1000-J3                                                    |
| 總數                | 146  | 47     |        |        |        |        |        |        | |                                                                           |
| 新加坡航空貨機      |      |        |        |        |        |        |        |        | |                                                                           |
| 波音747-400F        | 7    | —      | 货机   | 货机   | 货机   | 货机   | 货机   | 货机   | 子公司新加坡貨運航空因合併回新航而加入機隊，將於空中巴士A350F貨機投入服務後退役                                                                  | PW4056                                                                    |
| 波音777F            | 5    |        | 货机   | 货机   | 货机   | 货机   | 货机   | 货机   | 为DHL航空运作 | GE90-110B1                                                                |
| 空中巴士A350F       | —    | 7      | 货机   | 货机   | 货机   | 货机   | 货机   | 货机   | 启动客户。预计2025年第四季度开始交付，将替换波音747-400F。 有5架选择权。                                                                         |                                                                           |
| 總數                | 12   | 7      |        |        |        |        |        |        | |                                                                           |

### 退役機型
| 機型               | 數量 | 引入年份 | 退役年份 | 備註                                                             |
| ------------------ | ---- | -------- | -------- | ---------------------------------------------------------------- |
| 協和式客機         | 1    | 1977     | 1980     | 與英國航空共同使用營運倫敦至新加坡航線，同時披上新航及英航的塗裝 |
| 空中巴士A300B4-200 | 8    | 1980     | 1985     |                                                                  |
| 空中巴士A310-200   | 6    | 1984     | 2000     |                                                                  |
| 空中巴士A310-300   | 17   | 1987     | 2005     |                                                                  |
| 空中巴士A330-300   | 34   | 2009     | 2021     |                                                                  |
| 空中巴士A340-300   | 17   | 1996     | 2003     |                                                                  |
| 空中巴士A340-500   | 5    | 2003     | 2013     |                                                                  |
| 波音707-320B       | 4    | 1972     | 1980     | 來自馬來西亞－新加坡航空                                         |
| 波音707-320C       | 6    | 1972     | 1982     | 來自馬來西亞－新加坡航空                                         |
| 波音727-200        | 6    | 1977     | 1985     |                                                                  |
| 波音737-100        | 5    | 1972     | 1980     | 來自馬來西亞－新加坡航空                                         |
| 波音737-300        | 1    | 1992     | 1996     | 轉為貨機                                                         |
| 波音747-200B       | 19   | 1973     | 1994     |                                                                  |
| 波音747-200C/M     | 1    | 1991     | 1992     |                                                                  |
| 波音747-200F       | 3    | 1992     | 1995     |                                                                  |
| 波音747-300        | 11   | 1983     | 2001     |                                                                  |
| 波音747-300M       | 3    | 1986     | 2001     |                                                                  |
| 波音747-400        | 42   | 1989     | 2012     |                                                                  |
| 波音747-400        | 1    | 1989     | 2000     | 新加坡航空006號班機空難肇事飛機                                  |
| 波音757-200        | 4    | 1984     | 1990     |                                                                  |
| 波音777-200ER      | 36   | 1997     | 2020     |                                                                  |
| 麥道DC-10-30       | 7    | 1978     | 1983     | [ 72 ]                                                           |
| 麥道DC-10-30CF     | 1    | 1979     | 1979     |                                                                  |

## 爭議事件
2019年2月，TechCrunch报道称，包含新加坡航空在内的多个iOS端航空公司应用程序并未遵守App Store应用守则，通过会话重播功能在未经用户知情的情况下收集用户数据并发送给以色列Glassbox軟件應用程式，从而损害了用户隐私。

## 事故

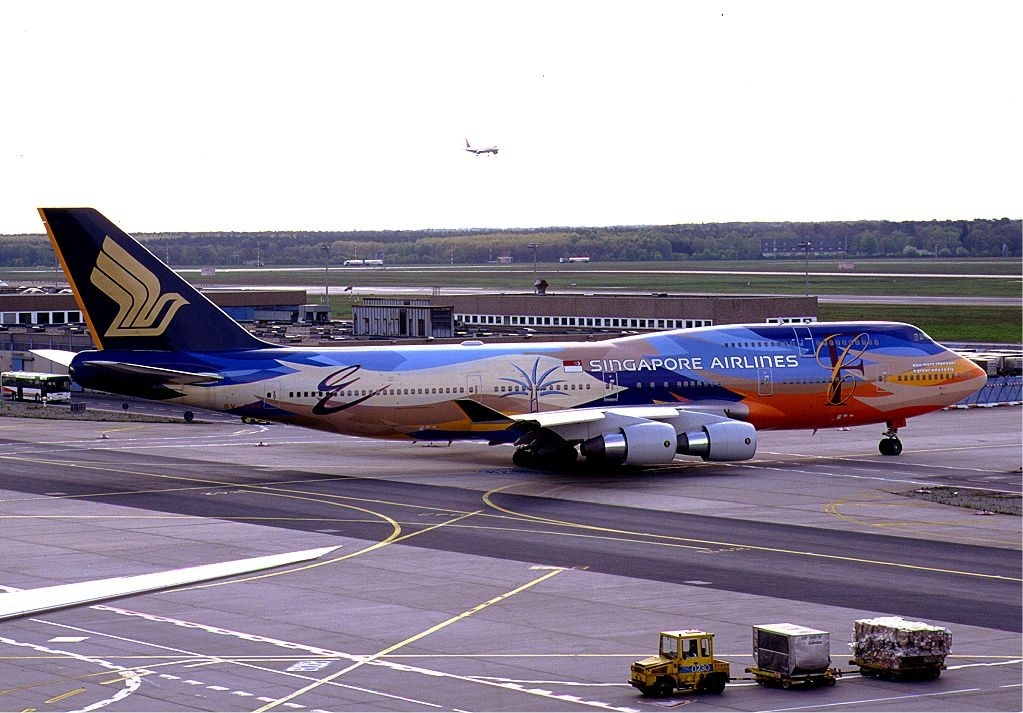
在SQ006班機空難中失事的客機9V-SPK

- 1991年3月26日，新加坡航空117号班机航回新加坡途中被巴基斯坦激進份子劫持，新加坡特種部隊（英语：Special Operations Force (Singapore)）把全部劫機者擊斃，事件中並沒有傷及無辜。
- 2000年10月31日，UTC時間15時17分（台灣當地時間UTC+8夜間11時17分），新加坡航空006號班機在颱風象神的強風豪雨下，準備自中正國際機場（今臺灣桃園國際機場）05L跑道起飛時因為大雨造成的能見度不佳、機組人員的疏忽與塔台方面的溝通不良，加上當時沒有設置地面雷達，因而誤闖了正在施工維修而暫停開放的05R跑道。在客機開始加速後，直到飛行員目視到放到停放在05R跑道上的施工機具時，在無法及時停止情況下，班機以超過140節的速度擦撞機具，之後翻覆並斷裂成三截，機身引起大火，有79名乘客和4名機組員罹難。這是新加坡航空創立以來首次有乘客死亡的事故（如不算上新航旗下的胜安航空的185號班機空難的话）。
- 2011年11月3日新加坡航空一架波音777-312ER（注册编号9V-SWQ），執飛航班編號SQ328，自英國曼徹斯特經德國慕尼黑至新加坡，於降落德國慕尼黑機場08R跑道時，主起落架多輪爆胎冒出大量濃密黑色煙霧，機艏一度上揚，上揚角度如果再多五度即可能造成仰翻（當時為全襟翼，又未開啟擾流板降落，飛機處於速度慢、升力大的狀態），隨後整架飛機側滑出跑道停止於草坪上，飛機停止時並未啟動緊急逃生程序，而是在慕尼黑機場消防單位高效率的協助下疏散200名乘客與機組人員，事件中無人傷亡，但慕尼黑機場當局關閉兩條跑道其中的一條，造成慕尼黑機場多航班取消或延誤。事後調查發現飛航組員於降落觸地時未啟動反推力裝置及開啟減速板，以致因煞車力道過猛所引起的高溫使主輪爆胎。事發過程剛好被於慕尼黑機場觀賞飛機起降的民眾拍下，並上傳至YouTube[75]。
- 2013年4月23日，一架从新加坡起飞的新加坡航空空中客车A330-343E型客机執飞446號班機在飞往达卡距离曼谷西南方向120海里，巡航高度为FL350时发生火情，飞机驾驶舱内出现货舱起火的警报，随即飞机上的货舱灭火系统也被触发，飞行员立刻决定紧急降落曼谷机场。该客机于发生火情20分钟后降落曼谷机场19R跑道，无人伤亡。
- 2015年5月23日，新加坡航空一架空中巴士A330-343E型客机执飞836號班機从新加坡樟宜机场前往上海浦东国际机场，起飞约3个半小时后在香港附近遭遇恶劣天气，两具引擎失去动力，同时客机从39,000英尺急降到26,000英尺。所幸机组人员随后成功发动引擎，航班最终于10时56分安全降落上海。机上194人全部無恙。[76]
- 2015年6月21日，一架新加坡航空的波音777-212ER型客机执飞425號班機从印度孟买起飞，原本在下午4时45分抵达新加坡樟宜机场，途经马来西亚上空时突然发出货舱失火警报，机长立即向吉隆坡空管申请紧急降落并于下午4时05分安全降落吉隆坡第二国际机场（KLIA2）[77]。事件中无人受伤。[78]
- 2015年8月18日，一架新加坡航空从土耳其起飞的波音777-212ER型客机执飞391号班机原定飞往新加坡，起飞不久后遭遇鹳鸟袭击，紧急折返阿塔图尔克国际机场，机上255名乘客无人受伤。[79][80]
- 2015年10月11日，一架新加坡航空空中巴士A330-343E型客机执飞890号班机在新加坡樟宜机场的閘口待機時，懷疑起落架故障，导致前起落架坍塌，令艙門損毀。機上當時並無任何乘客及機組人員，只有一名工程師，而他並未有受傷。[81][82]
- 2016年6月27日，一架波音777-312ER型的客機執飛新加坡航空368号班机原定由新加坡飛往意大利米蘭，因引擎機油告燈亮起而折返樟宜機場，降落之後一個引擎隨即着火，所有乘客安全下機。[83]
- 2024年5月21日，一架波音777-300ER型的客機執飛新加坡航空321号班机由英国伦敦希思罗机场飞往新加坡樟宜机场，因在安达曼海上空遭遇严重湍流，在当地时间15点45分紧急备降在泰国曼谷素万那普机场。根据报道，事故共造成71人受伤。其中7人重伤，1人死亡。死者为一名73岁英国男性。涉事飞机注册号为9V-SWM，是星空联盟彩绘飞机。[84][85][86]

## 外部連結
- 新加坡航空 （页面存档备份，存于）